# エアバスA330
エアバスA330
ターキッシュ エアラインズのエアバスA330-300
- 用途：旅客機、貨物機、空中給油機
- 分類：ワイドボディ機
- 製造者：エアバス
- 運用者（2018年7月現在の運用数上位10位）[1]
  - ターキッシュ エアラインズ
  - 中国国際航空
  - 中国東方航空
  - 中国南方航空
  - デルタ航空
  - サウディア
  - カタール航空
  - 大韓航空
  - キャセイパシフィック航空
  - カンタス航空
  - ハワイアン航空
  - ガルーダ・インドネシア航空
- 初飛行：1992年11月2日[2]
- 生産数：1,159機（2015年1月現在）[3]
- 運用開始：1994年1月17日[2]
- 運用状況：運用中
- ユニットコスト：2014年発表の平均価格を示す。エンジンや仕様の選択などによって実際の価格は変わる[4]
  - A330-200: 2億2170万USドル
  - A330-300: 2億4560万USドル
  - A330-200F: 2億2480万USドル

エアバスA330 (Airbus A330) は、ヨーロッパのエアバス社が開発・製造しているワイドボディの双発ジェット旅客機である。元々は中短距離路線向けの大型旅客機として開発されたが、後に航続力を強化した派生型が追加され長距離路線にも就航するようになった。
エアバスA300の胴体を延長したワイドボディ機で、低翼配置の主翼下に2発のターボファンエンジンを装備する。尾翼は低翼配置、降着装置は前輪配置である。A330シリーズには旅客型のA330-200とA330-300、貨物型のA330-200Fに加えて、軍用の多目的空中給油・輸送機であるA330 MRTTがあるほか、エンジンを新型に置き換えたエアバスA330neoもある。機体寸法や性能は各形式によるが、就航中のA330-200/-300/-200Fでは、巡航速度はマッハ0.82、全長は58.82から63.69メートル、全幅は60.30メートル、最大離陸重量は184トンから242トン、座席数は253席から440席程度である。A330ではフライ・バイ・ワイヤシステムやグラスコックピットが導入され、操縦系統が共通化されたエアバス機との間で相互乗員資格が認められている。
A330シリーズで最初に開発されたのはA330-300で、1987年に長距離4発機のエアバスA340と同時に正式開発が決定された。双発機のA330と4発機のA340の同時並行的な開発は航空技術史上において希少な取り組みとなり、両機はエンジン関係を除いて最大限共通化された。A330-300は1994年にエールアンテールによって初就航した。次に開発されたA330-200はA330の短胴・長距離型で、1995年に正式開発が決定され、1997年にカナダ3000によって初就航した。A330-200FはA330-200をベースとした貨物専用型で、2007年に正式開発が決定され、2010年にエティハド航空の貨物部門に初引き渡しが行われた。エンジンを新型に置き換えるエアバスA330neoシリーズは、2014年に正式に開発計画が発表され、2018年に路線就航を開始した。
2015年7月現在、1,095機のA330が民間航空路線に就航している。運用者を地域別にみると、全体の約6割がアジア・中東・オセアニア地域の航空会社によって運用されており、中でも中国の航空会社による運用機数は約1割を占める。その次に欧州・ロシア地域の航空会社による運用機数が多く、続いて北米・南米地域、アフリカ地域の順となっている。2019年3月現在、A330の死亡事故は3件発生して338人が死亡している。A330が巻き込まれたハイジャックは2件発生し、1人が死亡している。
本項では以下、エアバス製旅客機およびボーイング製旅客機については社名を省略して英数字のみで表記する。例えば、「エアバスA300」であれば「A300」、「ボーイング747」であれば「747」とする。

## 沿革

### 開発の背景

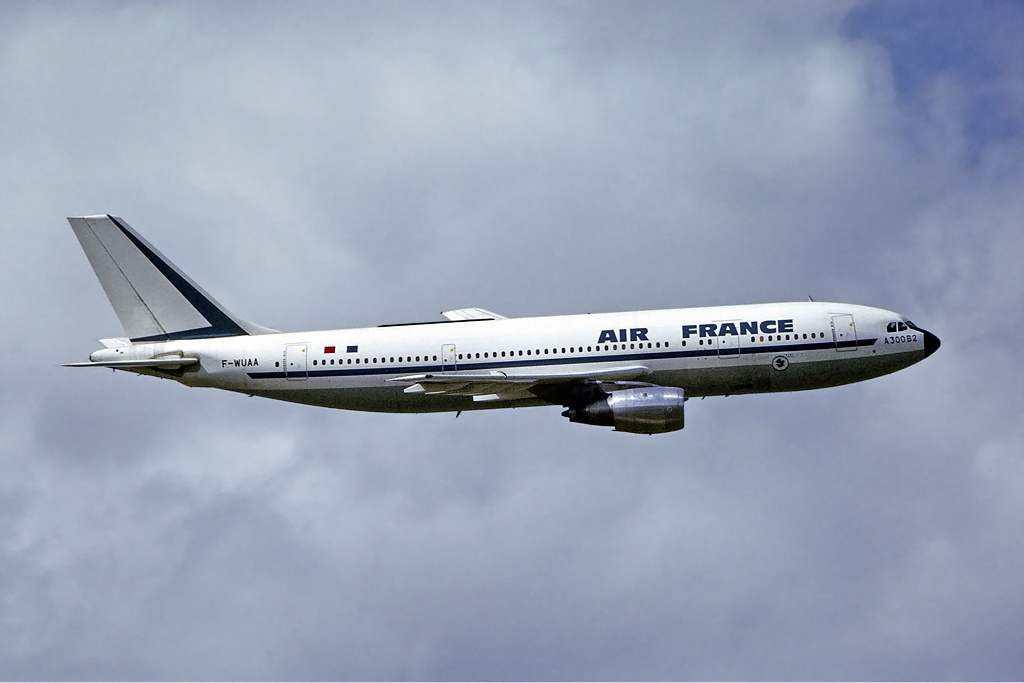
1974年のファーンボロー国際航空ショーで飛行するA300。A300はエアバス・インダストリーが最初に開発した製品である。

米国の航空機メーカーに対抗するため、欧州の航空機メーカーは1970年12月に企業連合「エアバス・インダストリー」を設立した。エアバスは最初の製品である双発ワイドボディ機、A300の販売を軌道に乗せ、次期製品の検討を行った。この時の製品候補の中に、A330の源流となる「A300B9」（以下、B9）と呼ばれた機体案があった。B9案はA300の胴体を延長し、ダグラスDC-10やロッキードL-1011の市場に食い込むことを狙った双発の中距離機であった。B9案の他には、A300の胴体短縮型となるA300B10(以下、B10)案、そしてエンジンを4発とした長距離型のA300B11(以下、B11)案などの複数の機体案が検討されていた。しかし、当時のエアバスには同時に複数の機種を開発できるだけの資金や人員がなく、市場調査の結果をふまえて次期製品はB10案に絞られた。1978年にエアバスはB10案をA310と命名して正式に開発を開始し、B9やB11案は無期限に延期した。
1980年になると、エアバスは「SA」 (Single Aisle) と名付けられた単通路機（ナローボディ機）の研究を行っていることを明らかにした。同時に、ワイドボディ機の計画名には2通路を意味する「TA」(Twin Aisle) が付けられ、B9案はTA9、B11案はTA11と名前を変えた。1982年のファーンボロー国際航空ショーの場で、TA9、TA11、そして新たに追加されたTA12の開発構想が発表された。TA9、TA11、TA12案は何度か変更が加えられたが、おおむね以下のようなものであった。
- TA9 - A300の胴体を延長して320席を超える座席数を持つ中距離双発機。
- TA11 - TA9より短い胴体で座席数は230席程度、10,000キロメートル以上の航続力を持つ長距離4発機。
- TA12 - TA11と同じ胴体長・座席数で、TA11より航続距離が短いが、エンジンを双発とした長距離機。

しかし、この頃、第2次石油危機と景気後退により民間航空機市場は縮小していた。エアバスは、1984年3月にSA計画をA320と名付けて正式開発を開始した一方で、TA計画の開発決定を先送りした。双発機の開発案はTA9とTA12の2種類になっていたが、1980年代の中頃にはTA12案が取り下げられた。TA9案はTA11案とともに改良が加えられ、A320と共通のフライ・バイ・ワイヤシステムを導入し、A320同様にサイドスティック方式の操縦席を搭載する計画となった。
エアバス内部では、双発機のTA9と4発機のTA11のどちらを先に開発するか議論が重ねられた。離陸重量などの条件が同等だと仮定した場合、双発機には4発機よりも強力なエンジンを装備する必要がある。また、エンジンの信頼性が低かった時代に作られた規制により、双発機はエンジン1基が停止した場合に60分以内に着陸可能な飛行場があるルートしか飛行できず、代替飛行場の少ない中長距離の洋上路線では3発機や4発機が用いられていた。しかし、双発機には、4発機より機体のシステムが簡素で整備の手間が少なく、運用コストが低く済むというメリットがある。エンジンの信頼性や性能が向上が進んだことで、低コストの双発機を洋上路線で運航したいというニーズが高まっており、1985年には、ETOPSと呼ばれる双発機の長距離運航を認める要件が策定されていた。ただし、当時のETOPSでは航路設定や運航の自由度がまだ限られていたほか、認証を得るために時間も要した。北米の航空会社はコスト面で有利な双発機を好んだ一方、長距離洋上路線を抱えるアジアの航空会社は双発機のような制約の無い4発機を必要とし、欧州の航空会社の意見は両者に二分されていた。
航空業界の意見が双発機と4発機に分かれていたなかで、エアバスはTA9とTA11を同時開発する方向へ舵を切った。総開発費を抑制するため、両機の構成要素は最大限共通化するよう設計が行われた（設計過程の詳細は後述）。2機の同時開発の目処が立ち、1986年1月にエアバスはTA9とTA11をそれぞれA330、A340と命名した。A340は短胴型のA340-200と長胴型のA340-300の2モデル構成となった一方で、この時点ではA330は1モデルのみの開発とされた。A330とA340の名称は元々は逆であった。エアバスはTA11を先に開発する予定であり、A320に続く新型機ということでTA11をA330、そしてTA9をA340としていた。しかし、4発機がA3"3"0で双発機がA3"4"0では、顧客が両機を取り違えるという問題が指摘され、4発機がA340に変更された。
A330の最初の発注があったのは1987年3月で、フランスのエールアンテールからであった。その年の6月までに合計10社の航空会社からA330に41機、A340に89機の注文が集まっていた。開発を進めるのに十分な受注の見込みが立ったことで、エアバスはパリ航空ショーを控えた1987年6月5日、A330とA340の正式開発を決定した。両機は姉妹機として同時に開発が決定されたが、市場調査の結果を踏まえ、A340の開発作業が先行された。

### 設計の過程

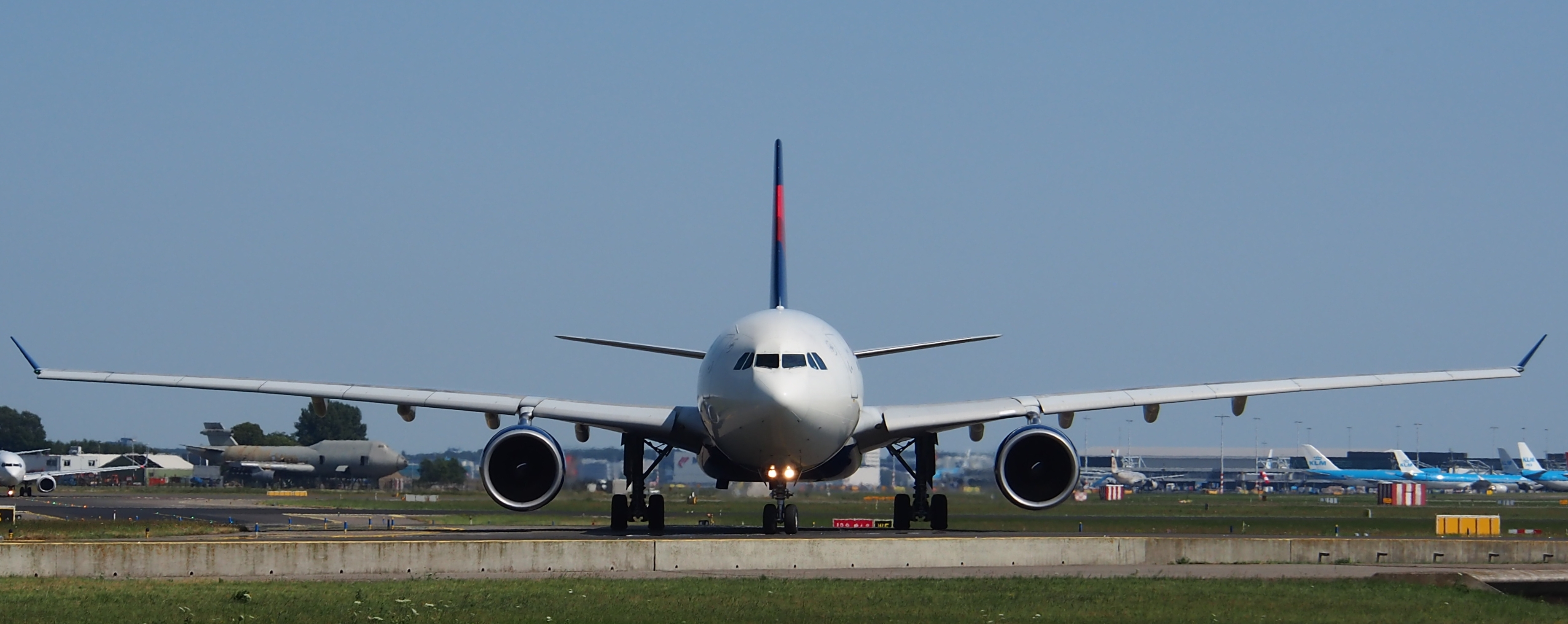
正面から見たデルタ航空のA330-300。A330はA300と同じ胴体断面が採用された。

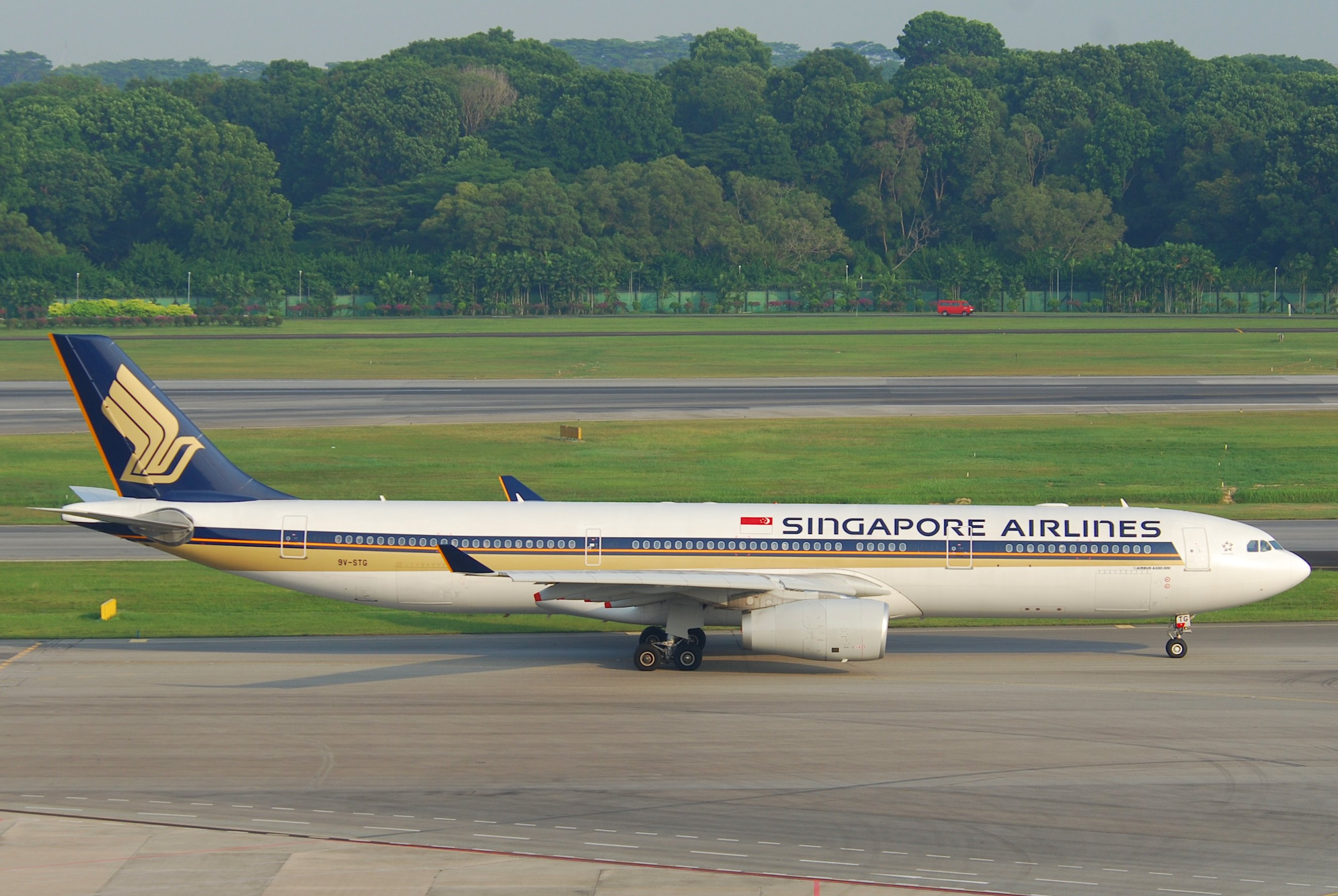
右側面から見たシンガポール航空のA330-300。

A330の胴体は断面・長さともにA340-300と同一とされた。胴体断面はA300由来のワイドボディ機の設計で、客室の座席配置や、LD-3航空貨物コンテナを左右に並べて搭載できる床下貨物室もA300から引き継がれた。また、両機は尾部も共通化されたほか、主翼もエンジン取付部以外は構造的に同じで、システムやコックピットもエンジン関係を除いて共通化された。4発機と双発機の同時並行的な開発というのは航空技術史上において希少な取り組みとなった。ここで時間を少し巻き戻して、A330の設計過程を詳しく見てみる。
A330の主翼は新規設計されたもので、A340の主翼と基本的構造が共通化された。A330とA340で最大離陸重量が同一だと仮定すると、4発機のA340の方がエンジンの重量が分散されることで主翼の付け根にかかる負荷が小さく強度の余裕ができることから、長距離向けのA340にのみ胴体に燃料タンクと中央脚（降着装置）を装備し、両機で主翼に必要な強度がほぼ等しくなるよう調整された。また、コンピュータを用いた強度計算・空力設計と風洞実験を組み合わせることで翼型、翼厚比、取付角などが緻密に検討され、エンジン取付部を除いた主翼の共通化が実現した。A330のエンジンの取り付け位置は、A340における第2、第3エンジン（主翼の付け根側のエンジン）にあたる場所とされた。
A330とA340では尾翼も同一とされ、垂直尾翼はA310のものがほぼ流用されたが、水平尾翼は新たに設計された。A310と同様に水平安定板内には燃料タンクが設けられ、主翼や尾翼のタンク間で燃料を移動させて機体の重心位置を制御するシステムも搭載された。

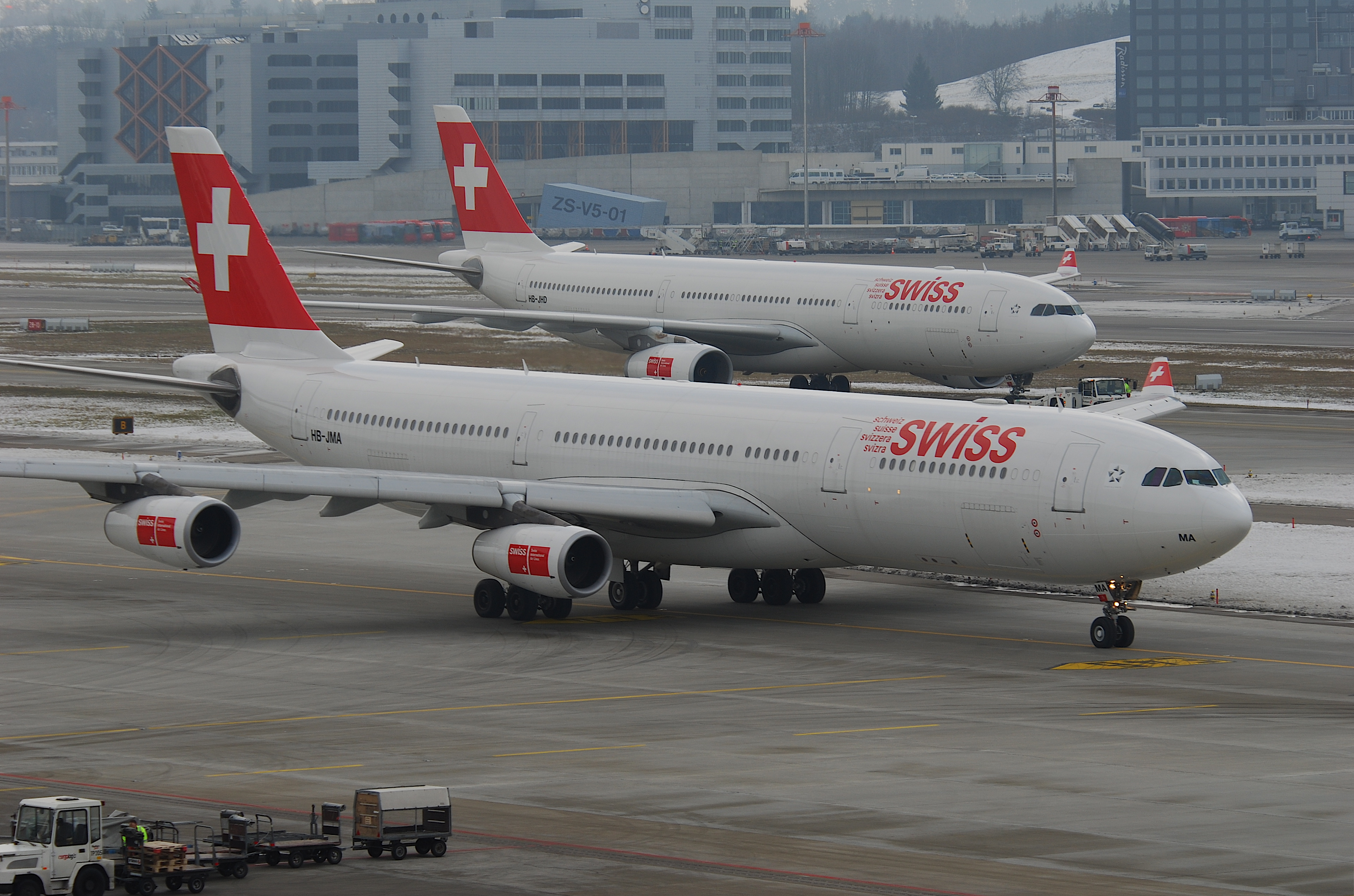
併走するスイス インターナショナル エアラインズのA340-300（手前）とA330-300（奥）。

A330の操縦系統はA340と同一のシステムが用いられた。このシステムはエアバスがA320で実用化したシステムの改良版であり、全ての操縦翼面にフライ・バイ・ワイヤ方式が導入された。コックピットもA320と基本的な設計は同じで、6面のブラウン管ディスプレイに各種情報を表示するいわゆるグラスコックピットであり、従来の操縦桿の代わりにサイドスティックを用いるのもA320と同様である。A330のコックピット配置は、エンジンのスロットルレバーの数を除いてA340のものと事実上共通化された。
エンジンの数とそれに伴う非常時の対処以外、A330とA340の操縦操作は基本的に同じであり、相互乗員資格（Cross Crew Qualification, 以下CCQ）と呼ばれる資格制度が認められた。これは、いずれかの機種の操縦資格を持つ操縦士は、短期間の訓練でもう一方の操縦資格を得られるという制度で、特にA340からA330への転換訓練は1日とされた。また、コックピット配置が基本的に同じA320ファミリーとの間でもCCQが適用された。
A330のエンジンには、ゼネラル・エレクトリック（以下、GE）社、プラット・アンド・ホイットニー（以下、P&W）社、ロールス・ロイス（以下、R-R）社の製品からの選択制が採用された。GE社のエンジンはA300から引き継がれたCF6-80シリーズ、P&W社からはPW4000シリーズ、R-R社からはトレント700シリーズの装備仕様が設定された。

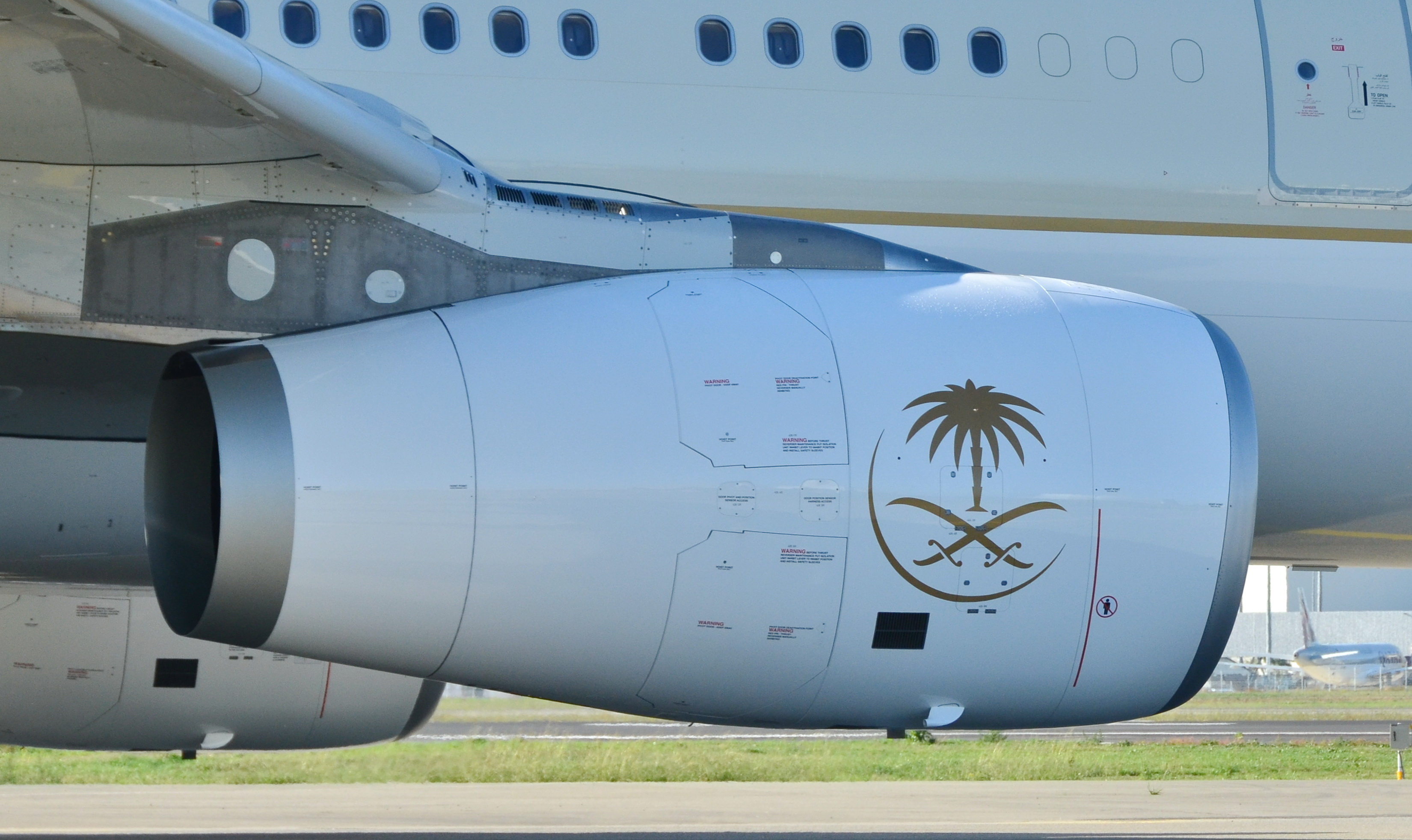
ロールス・ロイス「トレント700」
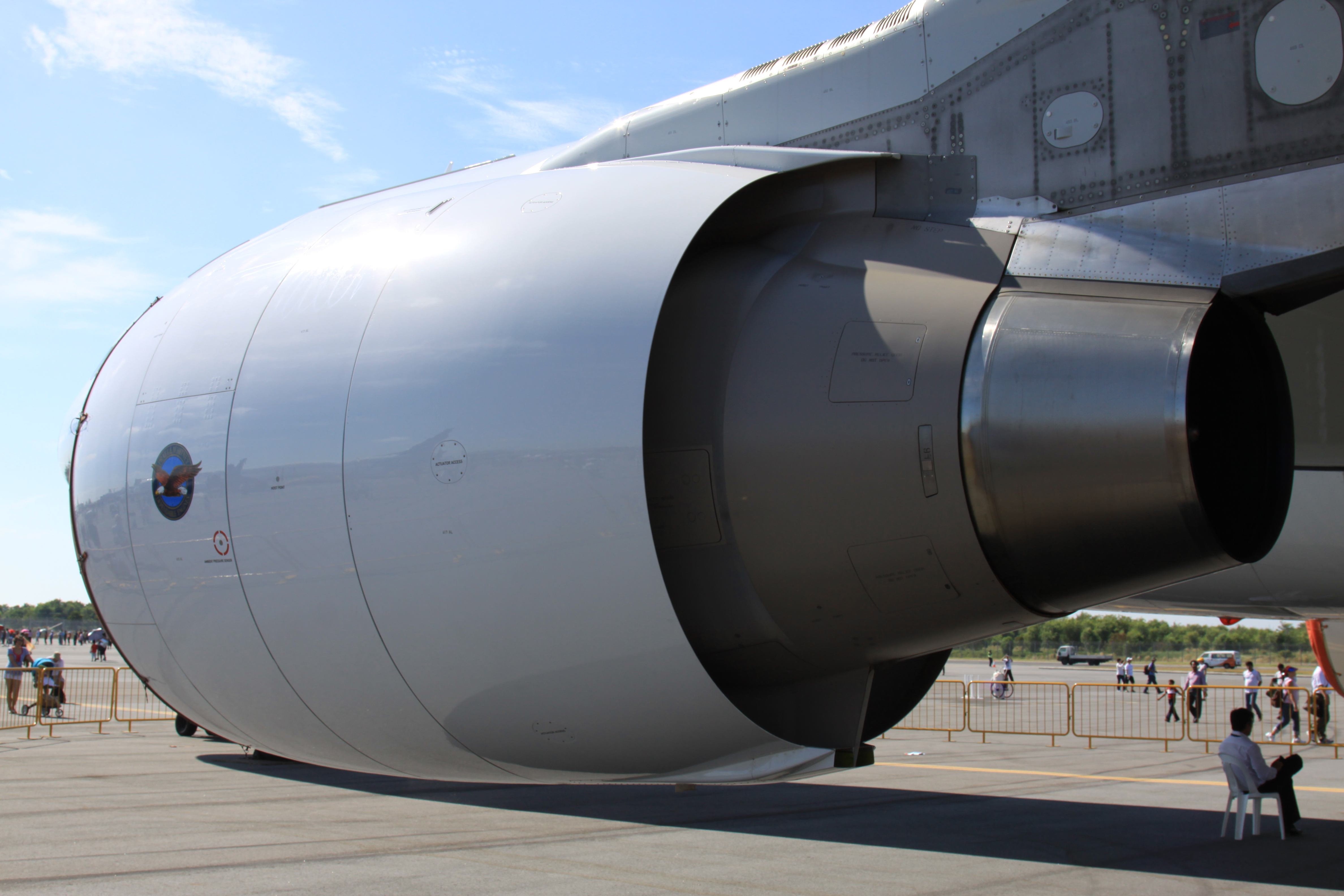
プラット・アンド・ホイットニー「PW4000」
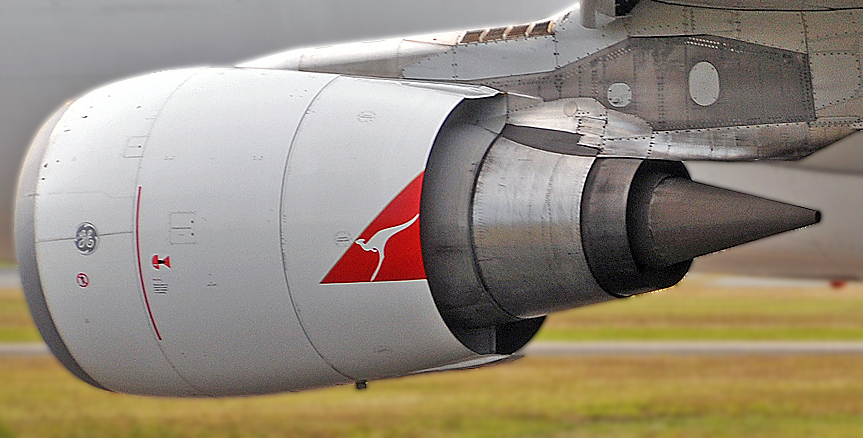
ゼネラル・エレクトリック「CF6-80」

### 生産と試験
A330の生産はそれまでのエアバス機と同様に国際分業体制がとられ、参加各国でパーツを分担して製造し、最終組み立てはフランスのトゥールーズで行われた。生産においてもA330とA340の共通性は極めて高く、同一ライン上で両機の組み立てが行われた。トゥールーズにはA330/A340を組み立てるための施設が新設され、最終組み立て工程の一部にはロボットが導入された。
試作機の製造や試験もA340が先行して行われた。1991年10月4日にA340の1号機の完成披露式典が行われたが、ちょうどその頃、A330の試作機の最終組み立てが開始されている。
A330の初号機は1992年10月14日に完成し、11月2日に初飛行を行った。当初のA330の飛行試験に用いられたのは3機で、いずれもCF6エンジン装備機だった。1993年10月21日、A330の最初の型式証明が、欧州の合同航空当局（Joint Aviation Authorities、以下JAA）と米国の連邦航空局（Federal Aviation Administration、以下FAA）から同時に交付された。1993年12月末にエールアンテールに対してA330の最初の引き渡しが行われた。
その後、初号機はエンジンをトレント700に換装されて1994年1月31日に初飛行し、1994年12月22日に同エンジン装備型に対する型式証明を取得した。PW4000エンジン仕様については、最初の機体が1993年10月14日に初飛行し、1994年6月2日に同エンジン装備型の型式証明を取得している。PW4000を装備した最初の機体は、型式証明の取得から間もない6月30日に試験飛行時に墜落し、搭乗していた7名全員が死亡した（エアバス・インダストリー129便墜落事故）。これは、A330で最初の墜落事故となった。

### 就航開始

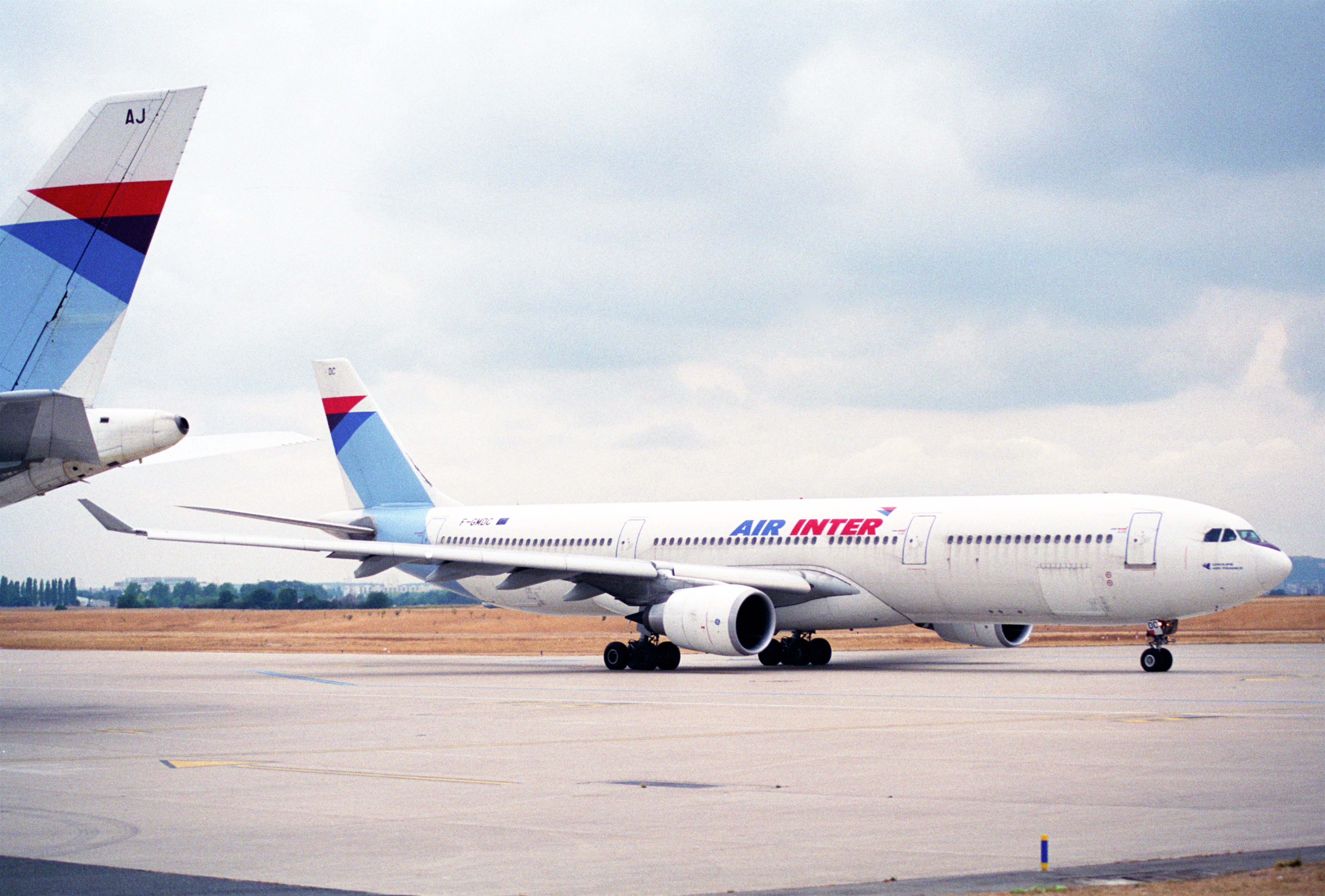
エールアンテールのA330-300。A330はフランスの国内線で路線就航を開始した。

1994年1月17日、エールアンテールはパリ - マルセイユ線にA330を就航させた。同社はフランス国内線専門の航空会社だったため、このときのA330の就航は陸上路線のみであった。1994年5月、アイルランドのエアリンガスによって、A330は最初の洋上路線となるダブリン - ニューヨーク線に就航した。
エアバスは、長距離路線には4発のA340、中短距離はA330という売り分けを考えていたが、A330を洋上路線に就航させる需要もあったことから、A330のETOPS認証取得も進めた。1994年4月29日、GE製CF6エンジン装備仕様に対して、代替飛行場からの飛行距離が120分までとなるETOPSが認められ、1995年2月6日には180分まで拡大された。また、P&W製エンジンとR-R製エンジン装備仕様についても、1995年から1996年にかけて120分と180分のETOPSが認められた。
1995年7月までに、A330の運航機数は29機となり、エールアンテールとエアリンガスに加えてLTU国際航空、キャセイパシフィック航空、マレーシア航空、タイ国際航空、香港ドラゴン航空で導入された。

### A330-200の開発

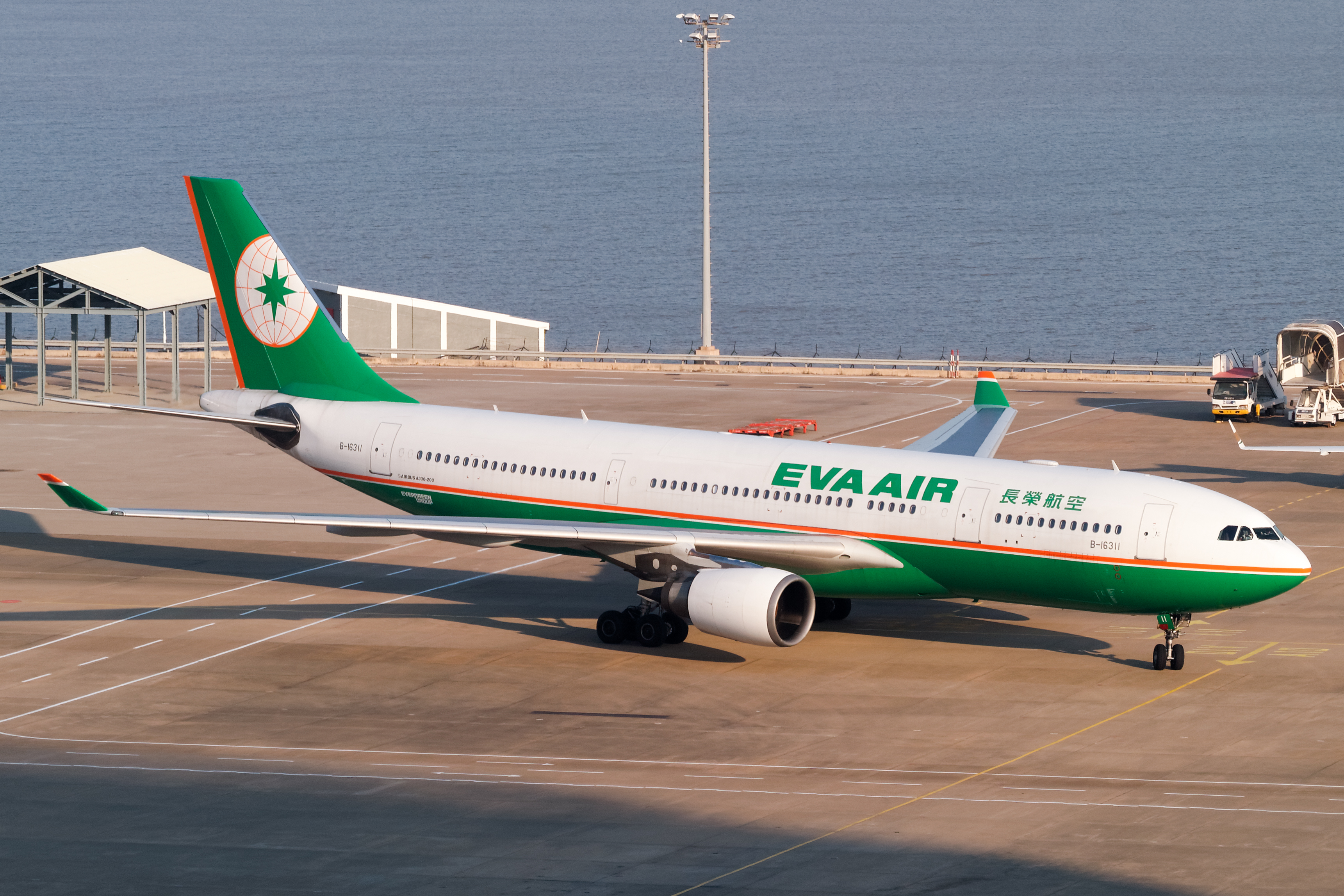
エバー航空のA330-200

A330の販売は、1980年代後半にまとまった受注を集めた後は、下火になっていた。航空会社は長大な航続距離性能を持つ双発機を求めるようになっていた。また、姉妹機となるA340は1993年3月に路線就航を開始していたが、その後、段階的に最大離陸重量が引き上げられて航続距離性能が強化されていた。エアバスではA330とA340との中間の航続力を持つ機種として、A330の胴体を短縮して収容力を減らす代わりに燃料搭載量を増やすことで航続力を増強した派生型の検討を始めた。この機体案はA330-200と名付けられ、1995年11月24日に正式開発が決定された。A330-200の開発に伴い、それまでのA330はA330-300と呼ばれることとなった。A330-200が最初の発注を得たのは1996年前半で、リース会社のインターナショナル・リース・ファイナンス社（以下、ILFC）からであった。
A330-200の胴体は、A330-300のものから主翼の前後で合わせて10フレーム短縮された。胴体の短縮により機体の重心位置から垂直尾翼までの距離が短くなることから、これを補うため、A330-200では垂直尾翼の高さ方向が拡大された。A330-200では、A340-300の重量増加型と同様に主翼が強化されて最大離陸重量が引き上げられ、胴体中央への燃料タンクが追加されたほか、エンジンが推力増加型に変更された。これらの変更により、航続距離は11,853から12,223キロメートル（6,400から6,600海里）となった。A330-200でもGE、R-R、P&Wの3社のエンジンが選択可能とされた。
A330-200の初号機はGE社のCF6エンジンを装備した機体で、1997年8月13日に初飛行した。また、同年12月4日にはP&W社のPW4000エンジンを装備した最初の機体が初飛行した。1998年3月31日、CF6エンジン装備型に対してA330-200で最初となる型式証明がJAA、FAA、そしてカナダの航空当局から同時に交付された。その後、330-200の初号機はエンジンをCF6からR-R社のトレント700に換装してトレント700装備型の型式証明取得のために試験飛行を行った。
330-200の最初の引き渡しは1997年4月で、カナダのチャーター便専門会社であるカナダ3000に対して行われた（機体の保有はILFC）。この時の機体はGE製エンジン装備機であった。翌1998年にはP&W製エンジン仕様がオーストリア航空へ、1999年2月にはR-R製エンジン仕様がILFCからのリース機としてカナダのエア・トランザットに初納入された。

### A330-200の就航開始

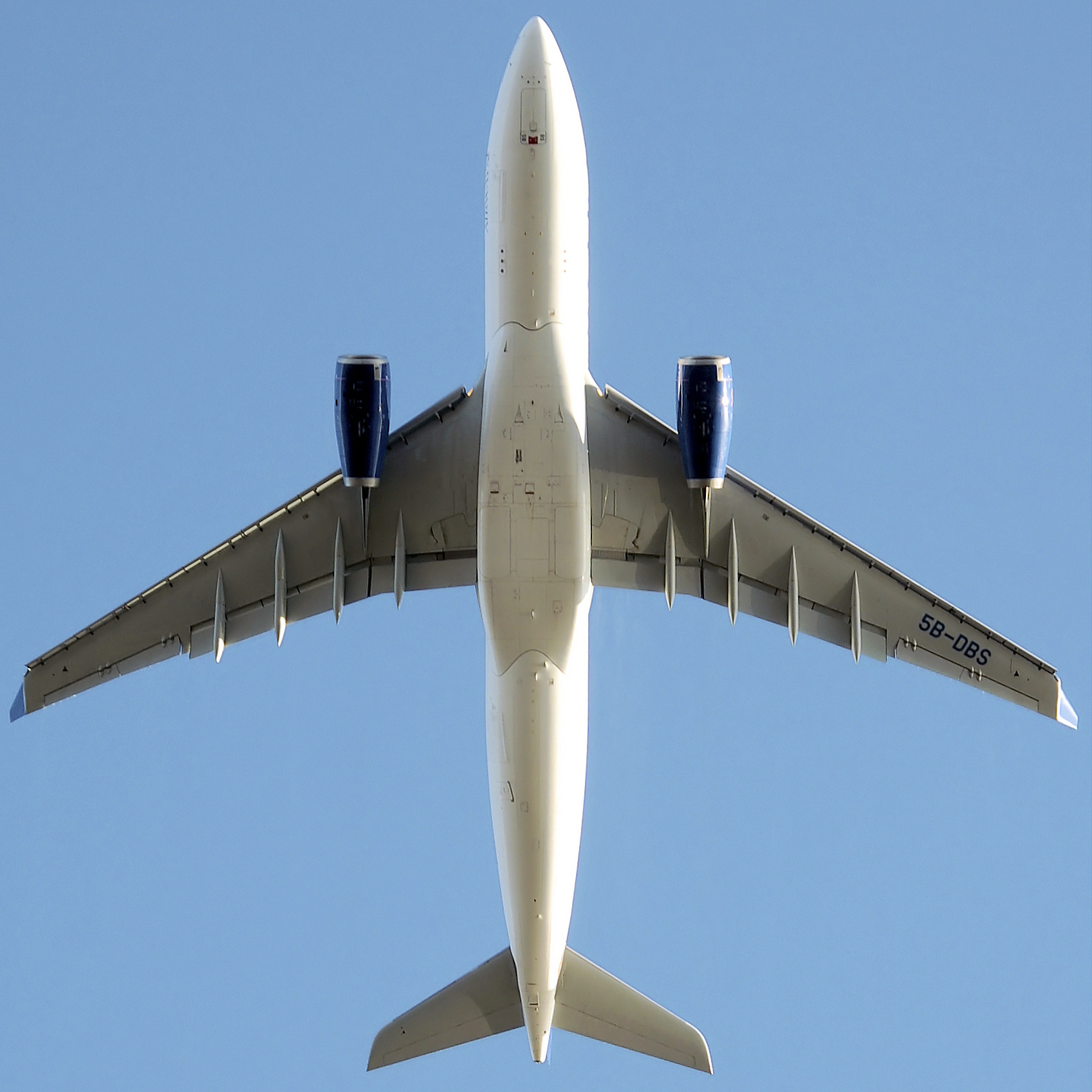
キプロス航空のA330-200を下から見上げる。

1997年5月に、カナダ3000によってA330-200は初就航した。1999年11月の時点で、スイス航空を筆頭に、サベナ・ベルギー航空、エミレーツ航空、ガルフ・エア、大韓航空、TAM航空など14の航空会社で46機のA330-200が運用され、大西洋や太平洋を横断する路線にも投入された。フライトあたりの平均飛行時間は、A330-300が1.7から3.5時間であったのに対し、A330-200では3.5から8時間であり、これはA340に近い数値であった。
A330-200の導入初期のトラブルとして、前脚の旋回角度の制限によって狭い滑走路などで機体の取り回しが困難になる場合があったほか、主脚のショックアブソーバーからの油漏れなどが指摘され、エアバスでは角度範囲の見直しなどの対応を行った。また、大型化された垂直尾翼に対応するため、尾翼のロゴを照らす照明も再設計されている。
A330-200でもETOPSの認可取得が進められ、1998年4月27日にGE製のCF6エンジン装備機で180分のETOPSが認められたのを最初に、1999年前半までにP&W製とR-R製のエンジン装備仕様でも180分のETOPSが認められた。

### 貨物型と軍用型の開発
2000年頃になると、エアバスはDC-10、MD-11、L-1011といったワイドボディ機をベースに開発された貨物専用機の後継需要を狙い、新たな貨物型の研究を始めた。2001年6月にA330の設計を活用する計画を公表し、機体仕様などを詰める作業を進めた。インドの新興運送会社であるFlyington Freighters社のほか、航空機リース会社であるゲッゲンハイム・アビエーション・パートナーズ社とイントレピッド・アビエーション社から合わせて32機の受注が集まり、2007年1月17日にA330-200をベースとした貨物専用機となるA330-200Fの正式開発を決定した。

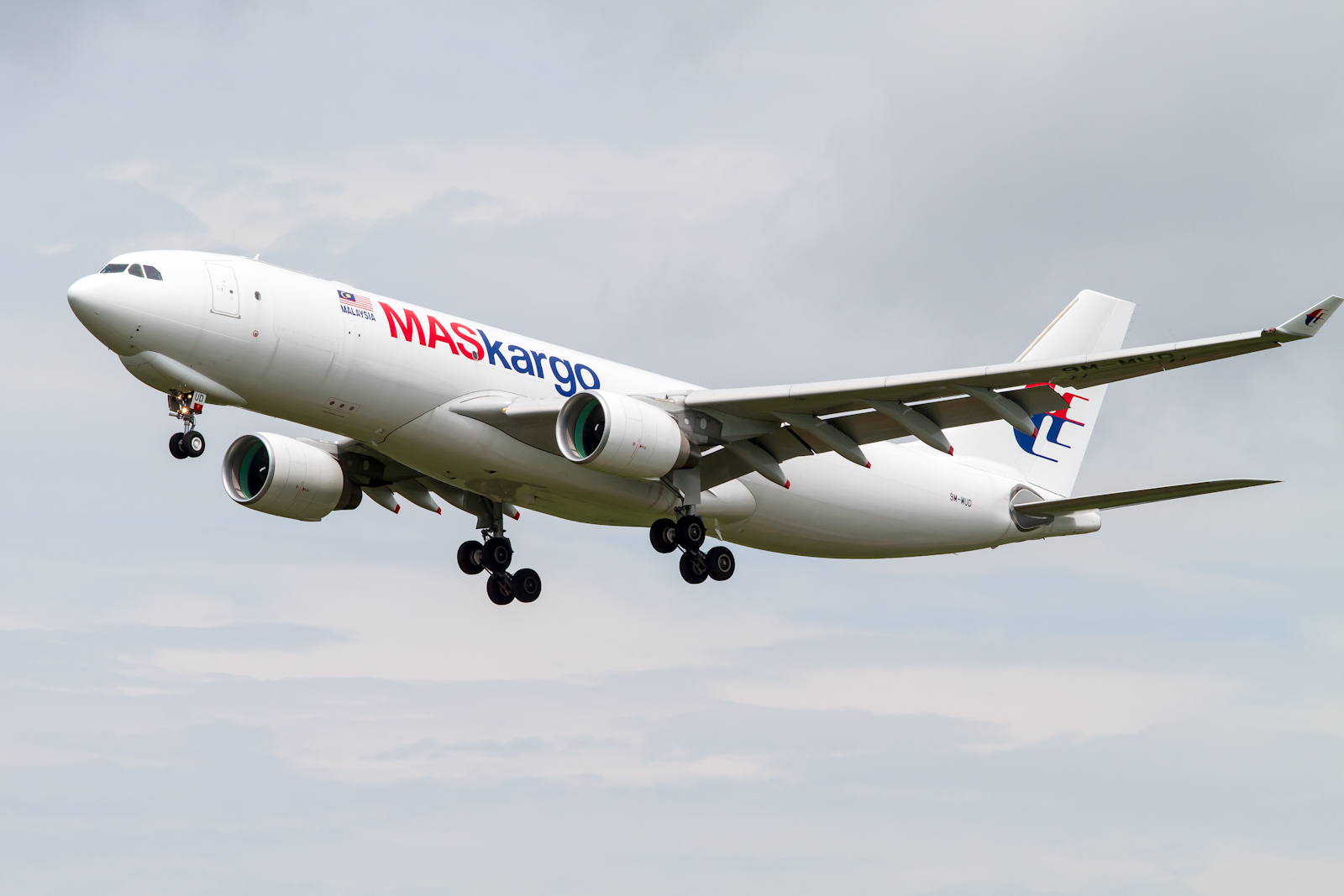
マレーシア航空カーゴのA330-200F。

A330-200Fは、基本的にはA330-200と同じ機体フレームを用い、メインデッキ（機体上半分の客席を設ける部分）に貨物を搭載できるように大型の貨物扉の追加や床面の強化が行われたほか、旅客用設備が取り除かれた。また、ベースとなったA330-200では主脚より前脚が短く地上ではやや機首が下がった姿勢となっているが、メインデッキに貨物を搭載するA330-200Fでは前脚の取り付け位置を下げることで地上姿勢を修正された。このことにより、前脚の格納時に車輪や脚柱がはみ出してしまうため、それを収めるため機首部下面に張り出しが追加された。エンジンはR-R社のトレント700とP&W社のPW4000を装備する仕様がそれぞれ設定された。A330-200Fの初号機はPW4000エンジンを装備する機体で、2009年11月5日に初飛行して試験飛行を開始した。A330-200Fの2号機はトレント700エンジンを装備し、2010年1月20日に初飛行して試験飛行に投入された。約200時間の試験飛行の大半は初号機によって行われ、2010年4月9日に欧州航空安全機関（EASA）の型式証明を取得した。A330-200Fの引き渡しは、2009年後半に開始する予定だったが開発中にスケジュールが延び、その間に貨物市場の崩壊が発生していた。引き渡しの順番が入れ替わり、2010年8月9日、エティハド航空の航空貨物部門であるエティハド・クリスタル・カーゴ社に最初の納入が行われた。
A330-200Fが開発された頃、A330-200をベースとした多目的空中給油・輸送機（MRTT：Multi-Role Tanker Transport）の開発も行われた。2004年12月20日にオーストラリア空軍が5機のA330 MRTTを発注する契約を結び、初飛行は2007年6月15日に行われ、2011年6月1日に正式運用が開始された。2008年には、アメリカ空軍の次期空中給油機としてKC-45の名で採用が決まったが、ボーイングからの抗議を米国の会計検査院が認めたことで、選定作業は振り出しに戻った。2011年2月、米空軍は767をベースとしたKC-46の採用を決定し、結局KC-45は不採用となった。

### 航続距離の延長へ

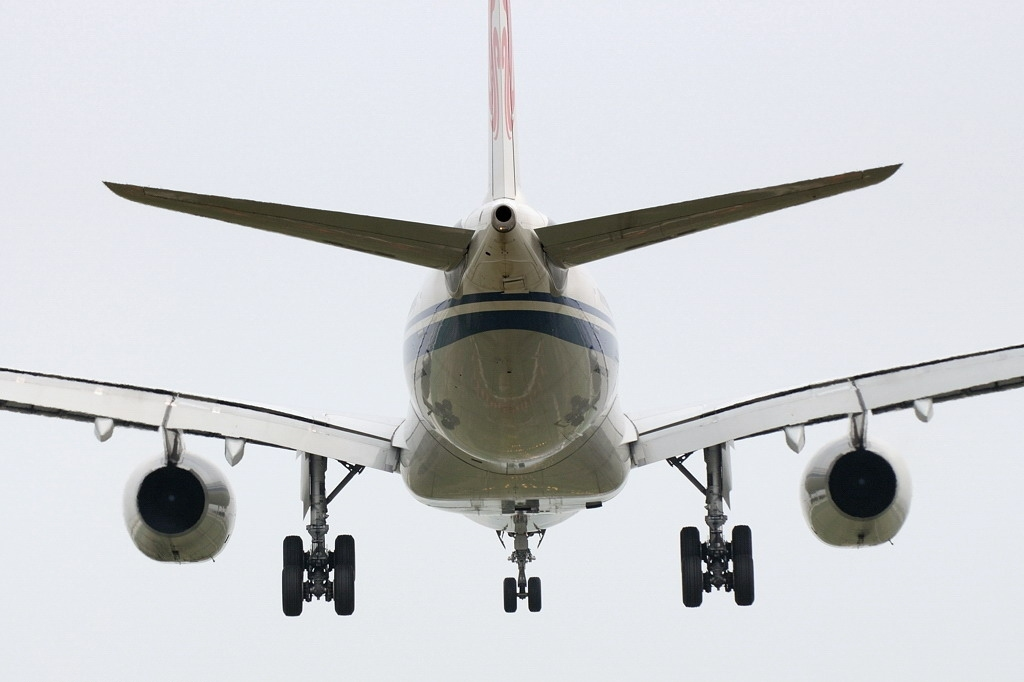
中国国際航空のA330-300を後ろから見る。

A330-200/-300の受注は好調に推移した。2004年4月にボーイングが新型双発中型機となる787の開発を決定した後もA330の受注は伸び続けたほか、2006年12月にエアバス自身が新型双発機のA350 XWBの開発を発表しているが、A350 XWBの引き渡し開始までにもA330の受注機数は増え続けている。A330とA350 XWBはどちらも双発のワイドボディ機であり、市場を奪い合うようにも見えたが、長距離向けにはA350 XWB、中短距離向けには機体価格が低いA330と棲み分けがなされた。
A330に対するETOPSの認可範囲は段階的に広げられ、2009年にはEASAによって、A330の全タイプに対してETOPSの制限を240分とすることが認められた。A330は世界で初めて240分のETOPSを認可された機種となった。
エアバスは航続力や収容力のさらなる強化を図り、2012年11月29日、A330-200/-300それぞれで最大離陸重量を242トンに増強する改良型を発表した。この改良型では空力性能やエンジンの細かい改善に加えて、A330-300では初となる中央翼燃料タンクもオプション設定された。これにより、A330-300は最大離陸重量235トンの既存仕様より500海里（約930キロメートル）、A330-200では同238トンの既存機より350海里（648キロメートル）延長される。この242トン仕様の初号機はA330-300で、2015年1月12日に初飛行し、同年5月にデルタ航空に対して最初の引き渡しが行われた。

### A330P2Fの開発
2012年2月、エアバスとシンガポールのSTエアロスペース社、そして両社の合弁企業であるEFW社が共同で、A330の旅客型から貨物型への改修事業を立ち上げることが発表された。改修対象はA330-200とA330-300の両型式とし、A330P2F（P2FはPassenger-to-freighter、旅客機から貨物機へという意味）と名付けられた。改修作業は、ドイツのドレスデンにあるEFW社の施設で行われる。A330-300からの改造となるA330-300P2Fは、2017年11月にEASAから追加型式設計承認 (Supplemental Type Certificate; STC) を取得し、12月にローンチカスタマーであるDHLエクスプレスへ初納入された。A330-200をベースとするA330-200P2Fは、2018年7月にEASAからSTCを取得し、8月にローンチカスタマーのエジプト航空に初納入された。

### A330リージョナルの開発
2013年9月には、エアバスはA330-300を軽量化することで近距離路線に特化する派生型として「A330-300リージョナル」を発表した。このモデルは、航続距離や最大離陸重量を抑えることで運航コストの削減を図ったもので、人口増加により航空需要が伸びている中国やインド、中東の国内線や地域路線に適した機材として提案された。2015年6月に開催されたパリ航空ショーの場でサウディアが20機発注したことで正式開発が決定され、2016年8月に初号機が同社に引き渡された。

### A330neoの開発
その一方で、A320ファミリーのように新しいエンジンを採用した次世代化の可能性も取りざたされてきた。2014年6月の航空記者向け説明会において、エアバスはエンジン換装に伴う手間に加えて、単通路機よりも市場規模が小さく採算が取れないという理由でこのモデルの開発に否定的な見方を示していた。しかし、同年7月14日のファーンボロー国際航空ショーにて、R-R製の新型エンジン「トレント7000」を採用した発展型となるエアバスA330neo (new engine option) の開発を発表した。A330neoの主翼はA350 XWBと同様のウィングレットを備え、翼幅は従来の60.3メートルから64メートルに拡大されるほか、パイロンなども改良され空力性能が強化されている。。また、コックピットシステムや機内のエンターテインメントシステムも新型に置き換わる。客室の内装もA350 XWBのものをベースとした新型となった。
A330neoは2タイプで構成され、A330-200と同サイズのモデルがA330-800neo、A330-300と同サイズのモデルがA330-900neoと名付けられた。航続距離はA330-800は7500海里（約13,900キロメートル）、A330-900は6550海里（12,130キロメートル）となる。ファーンボロー国際航空ショーの期間中にエアアジア Xのほか、大手航空機リース会社であるエア・リース・コーポレーション、アボロン、CITから計121機の覚書による受注を獲得した。また、ハワイアン航空のように発注済みのA350 XWBをA330neoに置き換える航空会社もあった。2016年には、エアバスはA350XWBの短胴型であるA350-800の開発を中止し、A350-800と機体サイズが近いA330neoを提案する方針を発表した。
A330neoの2機種のうちA330-900の開発が先行し、2017年10月19日に初飛行を行なった。その後、3機の試験飛行機で試験飛行を行い、2018年9月27日にEASAから型式証明を取得した。その2か月の11月26日、最初の引き渡しがTAPポルトガル航空に対して行われ、同年中に路線就航が開始された。また、12月21日にはFAAによる型式証明を取得した。
この間A330-800については、2018年2月にハワイアン航空が発注をキャンセルしたことで受注がゼロになった。しかしA330-800の初号機は製造が進んでおり、エアバスは開発と販売を継続した結果、2018年10月にクウェート航空から8機の受注を得た。同年11月6日には、A330-800の初飛行に成功している。
A330neoの発表に伴い、従来型のA330を「A330ceo」 (current engine option)と呼ぶ場合がある。

## 機体の特徴
本節では、基本的にA330ceo（A330-200およびA330-300）について説明する。A330neoについては「エアバスA330neo」を参照。

### 形状・構造

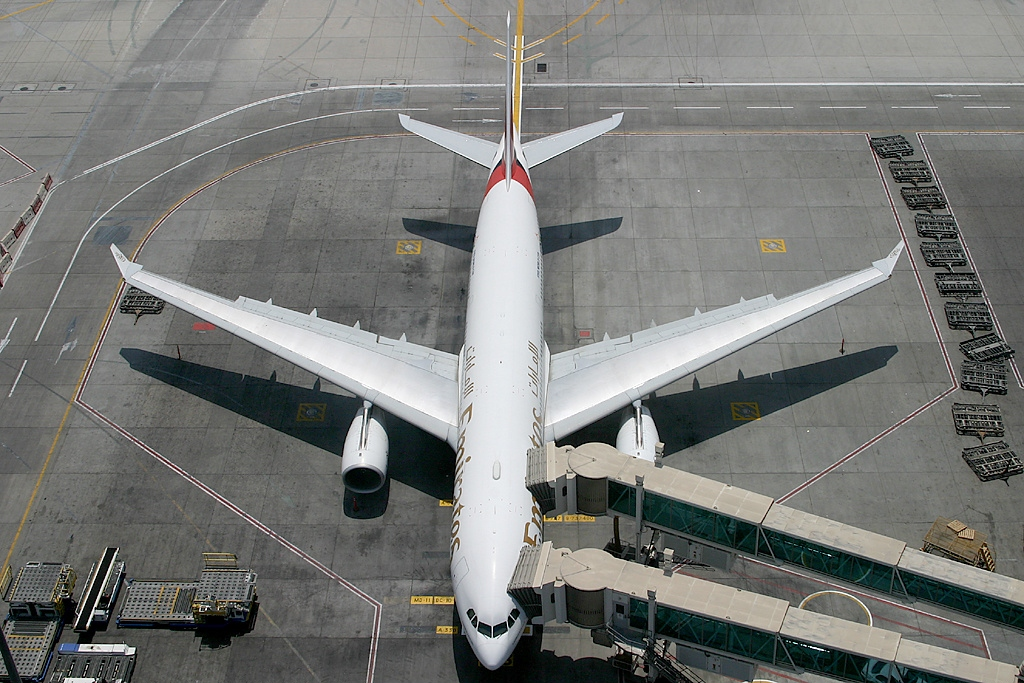
駐機中のエミレーツ航空のA330-200を見下ろす。2基のボーディング・ブリッジが胴体の左舷前方に接続されている。

A330は、客室内に通路を2本もつワイドボディ機で、主翼を低翼位置に配した単葉機であり、主翼下にターボファンエンジンを2発備える。 水平尾翼は低翼に配置され、胴体尾部には補助動力装置としてガスタービンエンジンが内蔵されている。降着装置の配置は前輪式である。A330の最初のモデルとなったA330-300は、姉妹機となったA340との共通性を最大化するように設計された。後に開発された長距離型のA330-200では、胴体の短縮、垂直尾翼の大型化、中央翼内へのタンク増設などが行われている。
A330の胴体断面には、A300で開発された直径5.64メートル（222インチ）の真円断面がそのまま用いられている。全長は、A330-200が58.82メートル、A330-300が63.69メートルである。
A330の主翼は、テーパーがついた後退翼で翼端にウィングレットを有する。翼平面形の主なパラメータは表1の通りで、747-200と比べると、翼幅はほぼ同じながら翼面積は3分の2程度であり、アスペクト比が大きい翼である。主翼の翼型は、基本的に前半部が厚く後半部は薄いが、胴体側の付け根から翼端まで連続的に変化している。特に外翼では、翼の後半でも揚力を発生させられるリア・ローディングと呼ばれる翼型の特徴を持っている。主翼について最大翼厚を翼弦長で割った翼厚比を見ると、連続的に細かく変化しており平均値は12.8パーセントである。
|                           | 翼幅 (m) | 翼面積 (m2) | 1/4翼弦での後退角 (度) |
| ------------------------- | -------- | ----------- | ---------------------- |
| A330-200/-300             | 60.30    | 361.6       | 30                     |
| 出典：(浜田 2013a, p. 96) |          |             |                        |

主翼の高揚力装置の配置は、前縁にスラットが7枚、後縁にフラップが2枚である。スラットは翼端に向かってテーパーが付けられているほか、胴体側の1枚と残りの6枚とで駆動系が分けられている。フラップは1枚式で比較的簡素なファウラー型フラップである。後縁の翼端側に2分割されたエルロンが配置され、内舷側には高速用エルロンを持たない。フライ・バイ・ワイヤの導入によってエルロンは、本来の役割に加えて離着陸時にはフラップの役割、着陸後はグラウンドスポイラーの役割も果たすように制御される。スポイラーは6枚はあり、エアブレーキとグラウンドスポイラーとしての役割を持つほか、外側の5枚はロール操縦にも用いられる。

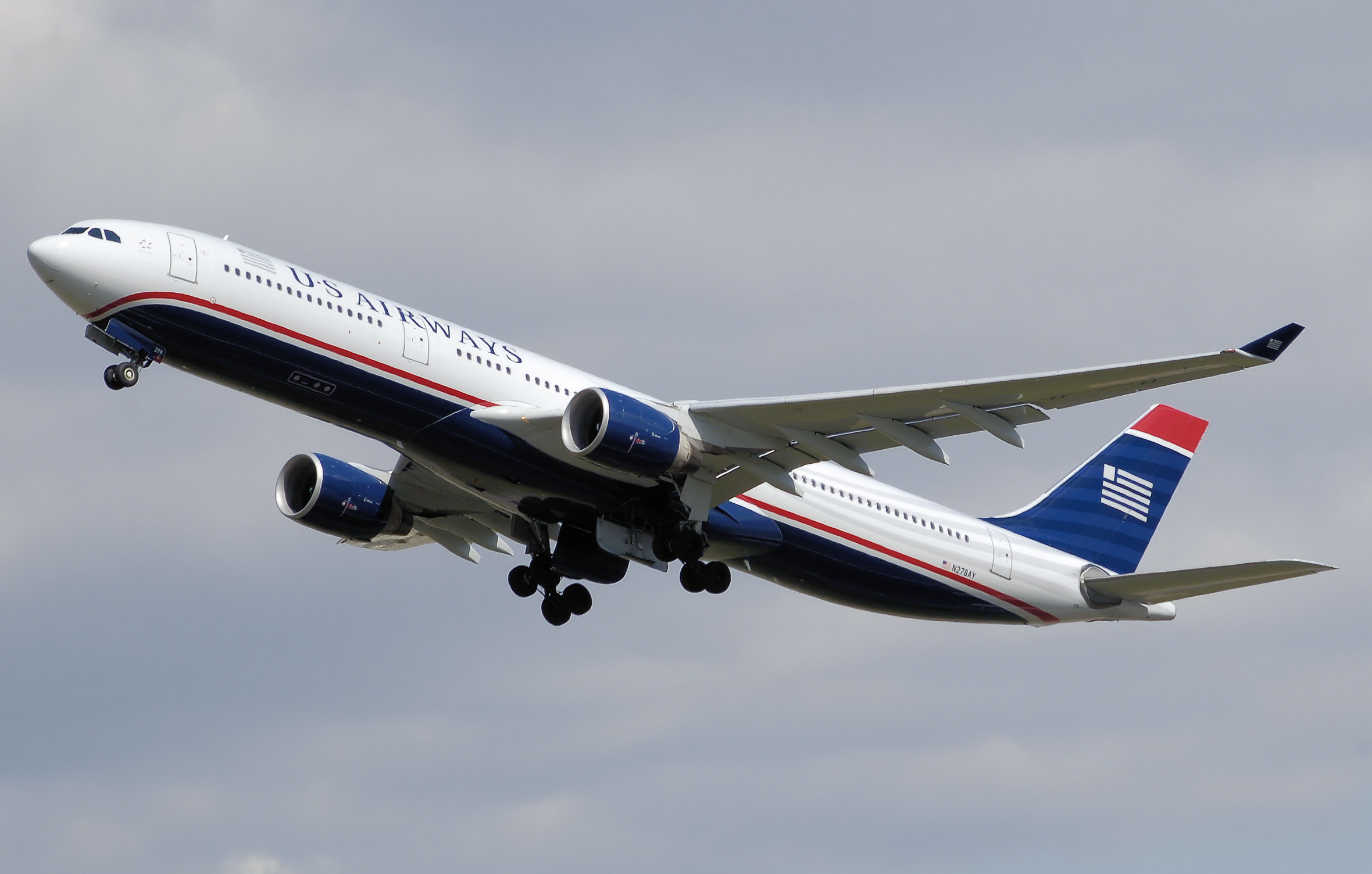
USエアウェイズのA330-300。

A330の水平尾翼はA340第1世代（A340-200/-300）のものと同一で、A330/A340用に新規設計されたものである。可動式の水平安定板と1枚の昇降舵で構成され、翼幅は19.4メートルである。水平安定板の内部には燃料タンクが設けられ、主翼タンクとの間で燃料を移動させ、機体の重心位置を制御するシステムが搭載されている。このシステムはA310で実用化されたものと同様のもので、機体姿勢を維持する際に発生するトリム抗力を抑制することができる。
垂直尾翼はA330-300ではA310の尾翼と基本的に同一のものが用いられ、若干の補強を加えられたが生産治具は同じものが使用された。垂直安定板と1枚の方向舵で構成され、高さは8.3メートルである。A330-200では垂直安定板と方向舵が拡大されて高さが8.8メートルとなり、後に9.3メートルに変更されている。
降着装置については、機首部に前脚、左右主翼の付け根に主脚が配置されている。A330シリーズ全体で共通して主脚は4輪式、前脚は2輪式である。主脚はA330/A340用に新規設計されたものである。胴体長が長い機体では離陸時に後部胴体を地面に接触させないように、引き起こし角に制限があるが、引き起こし角は大きい方が離陸性能が向上する。そこで、エアバスではロッキング・ボギーと呼ぶ主脚を開発した。この主脚は、ボギー式の車輪とストラットの組み合わせにより前方の車輪だけを持ち上げ、可能な限り後方の車輪を滑走路に接地させるものであり、これにより機体の引き起こし角を大きくとれるようになった。A330/A340の前脚はA300/A310のものが流用されたが、これによって前脚と主脚の長さが異なることになり、地上ではやや機首下がりの姿勢を取る。貨物専用型のA330-200Fでは、地上姿勢を水平にするため、前脚の取り付け位置が変更されている（後述の「A330-200F」節を参照）。
A330の主翼構造は基本的にアルミニウム合金製で、胴体の縦通材や外板にもアルミニウム合金が用いられている。また、A330で使用されている複合材料には、炭素繊維強化プラスチック (CFRP)、アラミド繊維強化プラスチック (AFRP)、ガラス繊維強化プラスチック (GFRP)があげられ、主な使用部位は以下のとおりである。
- CFRP: 翼胴フェアリング（翼と胴体の表面を滑らかに繋ぐ覆い）、主翼動翼、トラックレールのフェアリング、ウィングレット、エンジンのカウリング、方向舵、昇降舵、垂直安定板、水平安定板、降着装置の格納扉
- AFRP: 機首のレドーム
- GFRP: 垂直安定板の前縁と固定部後縁

### 飛行システム

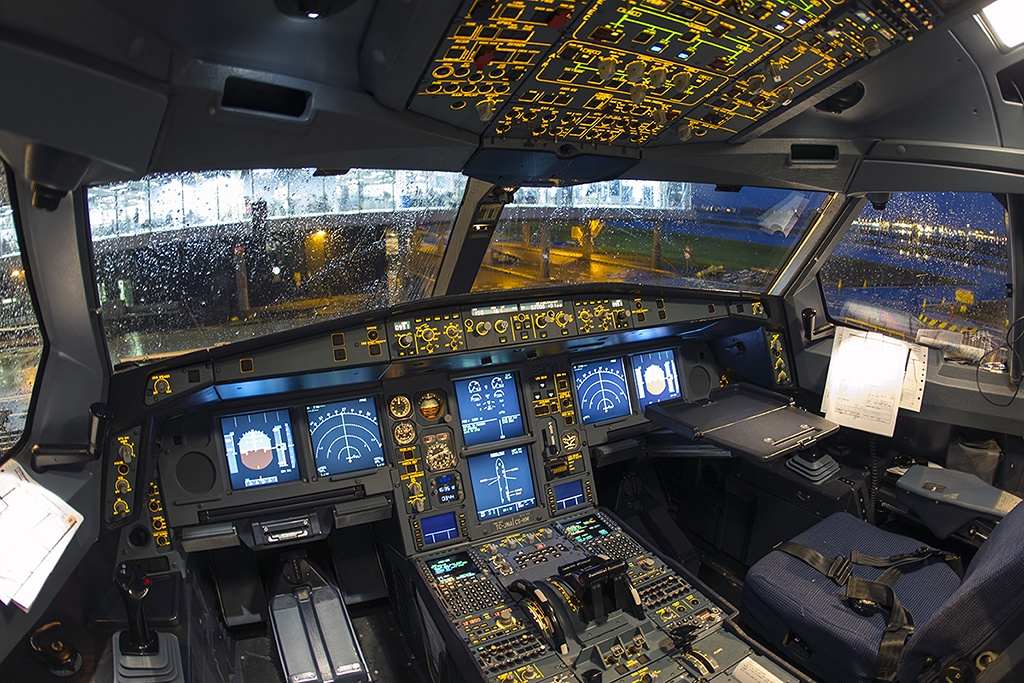
ターキッシュ エアラインズのA330-200のコックピット。座席正面には操縦桿がなく、左右の窓側に配置されたサイドスティックで操縦する。正副操縦席の操縦席の正面にそれぞれ2基、中央に縦に2基のディスプレイが配置されたグラスコックピットである。

A330の操縦系統は、A320のフライ・バイ・ワイヤ操縦システムを基本に改良を加えたものである。コックピットのレイアウトはA320のものを踏襲しており、姉妹機のA340とはエンジンのスロットルレバーを除いて実質的に同一である。運航に必要な操縦士は機長と副操縦士の2名である。
A330の操縦席には6面のカラーディスプレイが配置され、いわゆるグラスコックピット化されている。A330の登場時は、ディスプレイにはブラウン管が用いられたが、A340の第2世代となるA340-500/-600が開発された際に液晶ディスプレイ (LCD) が採用され、A330-200/-300でもオプションとしてLCDが装備できるようになった。
操縦席の正面には操縦桿が無く、各操縦席の窓側にあるサイドスティックによって操作を行う。A330の操縦系統では、操縦士がサイドスティックやラダーペダルを操作した情報は飛行制御コンピュータに入力される。飛行制御コンピュータが計算した指令値は電気信号によって各動翼へ伝えられ、油圧アクチュエータによって動翼が駆動される。パイロットによる操縦中であっても、コンピュータは機体にかかる荷重や速度が許容値を超えたり、失速したりしないよう計算した上で各動翼を制御する。
コックピットレイアウトやシステムが共通化されているエアバス機では相互乗員資格（CCQ）制度が設定されており、A330/A340の姉妹機をはじめ小型のA320から大型のA380まで、いずれかの機種の操縦資格を持つ操縦士は、短期間の転換訓練で他機種の資格を取得できる。CCQによる転換訓練の期間は、A340からA330では1日、A330からA340では3日間である。A340からA330への訓練期間に対し、A330からA340への訓練期間が長いのは、双発機から4発機のシステムへの転換となり学習することが多くなるためとされている。

### 客室・貨物室
A330はA300と同じ胴体断面を用いたため、座席の配列なども基本的にA300と同じであり、客室内には通路が2本配置される。標準的な座席配置はエコノミークラスで2-4-2の8アブレスト、ビジネスクラスで2-3-2の7アブレスト、ファーストクラスで2-2-2の6アブレストである。航空会社の要望に応じて座席やギャレーを柔軟に配置できるよう設計されており、航空会社によっては、座席間隔を詰めて3-3-3の9アブレストとしたり、スカイマークのように全席2-3-2の7アブレストとする事例もある。客室の扉配置は左右対称で、乗降用ドアは客室最前部、最後部、主翼の前方部に1組ずつである。非常口は、A340-200/-300/-500では主翼後方の左右1か所ずつ、A340-600ではそれに加えて主翼上にも左右1か所ずつ配置されている。
A330の当初の内装には、バキューム式のトイレや身体障害者向けの設備など当時の最新設備が採用され、左右と中央の座席上には、A340の第1世代と同じオーバーヘッド・ビンが配置されている。また、乗員同士のキャビン内会話データシステムがデジタル化されている。A330は20年以上生産が続いており、その間に内装の改良が行われ、新しい機体ではLED照明が採用されたり、容積を拡大しつつ圧迫感を抑えたオーバーヘッド・ビンが採用されたりしている。
床下の貨物室は、主翼を挟んで前後2区画に分かれており、いずれもLD-3航空貨物コンテナを2個並列に搭載可能である。また、最後部には、ばら積み貨物用の区画が設けられている。また、A340では床下貨物室に設置できる旅客用化粧室や乗員用休憩室などが用意されたが、A330でも必要があれば装備可能である。貨物室の扉は右舷にあり、前方と後方の貨物室には外開き式の大型扉、ばら積み貨物室には内開き式の小型の扉が設けられている。

### A340との関係

A330とA340の座席数と航続距離。縦軸が3クラス構成時の座席数、横軸が航続距離である。

「沿革」節で述べたとおり、A330-300とA340の第1世代（A340-200/-300）は姉妹機として同時に正式開発が決定され、両機の構成要素は最大限共通化された。両機の間では胴体断面は同一で、尾部も尾翼を含めて共通である。主翼もエンジン取付部以外は構造的に同じで空力学的に全く同じである。A330のエンジンはA340での内翼側のエンジン（第2、第3エンジン）にあたる位置に取り付けられている。エンジン取り付け部の主翼前縁にはスラットがなく固定の前縁となり、A340では片側2か所、A330では1か所が固定部となる。また、降着装置もA340では胴体に中央脚が追加されているが、それ以外は同一である。操縦系統やコックピットも基本的に共通で、違いはエンジンに関する部分であり、A340ではエンジンのスロットル・レバーの数が4本、A330では2本である。
A330とA340の各型式で比較をすると、A330-300とA340-300では胴体長まで同じであり、違いはエンジンの数に関連するものだけである。A330-200とA340-200はともに短胴型として開発されたが、胴体の長さはA330-200の方が短く、全長はA330-200が58.82メートル、A340-200が59.40メートルである。また、A330-200では垂直尾翼の高さが拡大されている点も異なる。A340の第2世代となるA340-500/-600では主翼や尾翼が拡大されて胴体長も延長しており、第1世代よりはA330との共通点は少なくなった。
エアバスは、4発機のA340を長距離路線向け、双発機のA330を中短距離路線向けと位置付けていた。実際、A340-200とA340-300の最初の就航路線は、欧州と米国を結ぶ大西洋横断路線であり、A330が最初に就航したのはフランスの国内線であった。その後、航続距離延長型のA330-200が開発されたほか、ETOPSによるA330の運航可能範囲が段階的に拡大されており、A330も長距離路線に就航するようになっている。A330とA340はともに、引き渡し開始後も最大離陸重量を引き上げたオプションが開発されており段階的に航続力や収容力が向上しているが、2004年時点の資料をもとに標準座席数と航続距離について比較すると、13,000キロメートル程度を境に短距離がA330、長距離がA340となっている。

## シリーズ構成
A330シリーズはA330ceoとA330neoに大別でき、以下本節ではA330ceoについて述べる。A330neoについては「エアバスA330neo」を参照のこと。
A330ceoシリーズには、民間機として旅客型のA330-200とA330-300、貨物型のA330-200F、旅客型から貨物型への改修型であるA330P2Fがある。加えて、軍用機として多目的空中給油・輸送機のA330 MRTTがある。さらに、A330-200をベースに開発された特殊貨物輸送機のA330-700（ベルーガXL）がある（詳細は当該ページを参照）。
A330ceoでは、旅客型・貨物型の区別のほか、装備エンジンによって型式名が細分化されている（表2）。また、各エンジンの最大離陸推力に応じて最大離陸重量が異なる仕様が設定されている。例えば日本の国管理空港では最大離陸重量や騒音値に応じて着陸料が設定されており、航空会社がA330を運航する路線事情に合わせて最大離陸重量の仕様を選ぶことができる。
| A330-201 | GE CF6-80E1A2                                    | 2002年10月31日 |
| A330-202 | GE CF6-80E1A4 / CF6-80E1A4/B                     | 1998年3月31日  |
| A330-203 | GE CF6-80E1A3                                    | 2001年11月20日 |
| A330-223 | P&W PW4168A / PW4168-1D / PW4170                 | 1998年7月13日  |
| A330-223F | P&W PW4170 / PW4168A / PW4168A-1D                | 2010年4月9日   |
| A330-243 | R-R Trent 772B-60 / Trent 772C-60                | 1999年1月11日  |
| A330-243F | R-R Trent 772B-60                                | 2010年4月9日   |
| A330-301 | GE CF6-80E1A2                                    | 1993年10月21日 |
| A330-302 | GE CF6-80E1A4 / CF6-80E1A4/B                     | 2004年5月17日  |
| A330-303 | GE CF6-80E1A3                                    | 2004年5月17日  |
| A330-321 | P&W PW4164 / PW4164-1D                           | 1994年6月2日   |
| A330-322 | P&W PW4168 / PW4168-1D                           | 1994年6月2日   |
| A330-323 | P&W PW4168A / PW4168A-1D / PW4170                | 1999年4月22日  |
| A330-341 | R-R Trent 768-60                                 | 1994年12月22日 |
| A330-342 | R-R Trent 772-60                                 | 1994年12月22日 |
| A330-343 | R-R Trent 867-60 / Trent 772B-60 / Trent 772C-60 | 1999年9月13日  |
| - 出典：(EASA 2019, pp. 11–12, 27–28) - GE: ゼネラル・エレクトリック、P&W: プラット・アンド・ホイットニー、R-R: ロールス・ロイス |                                                  |                |

### A330-200

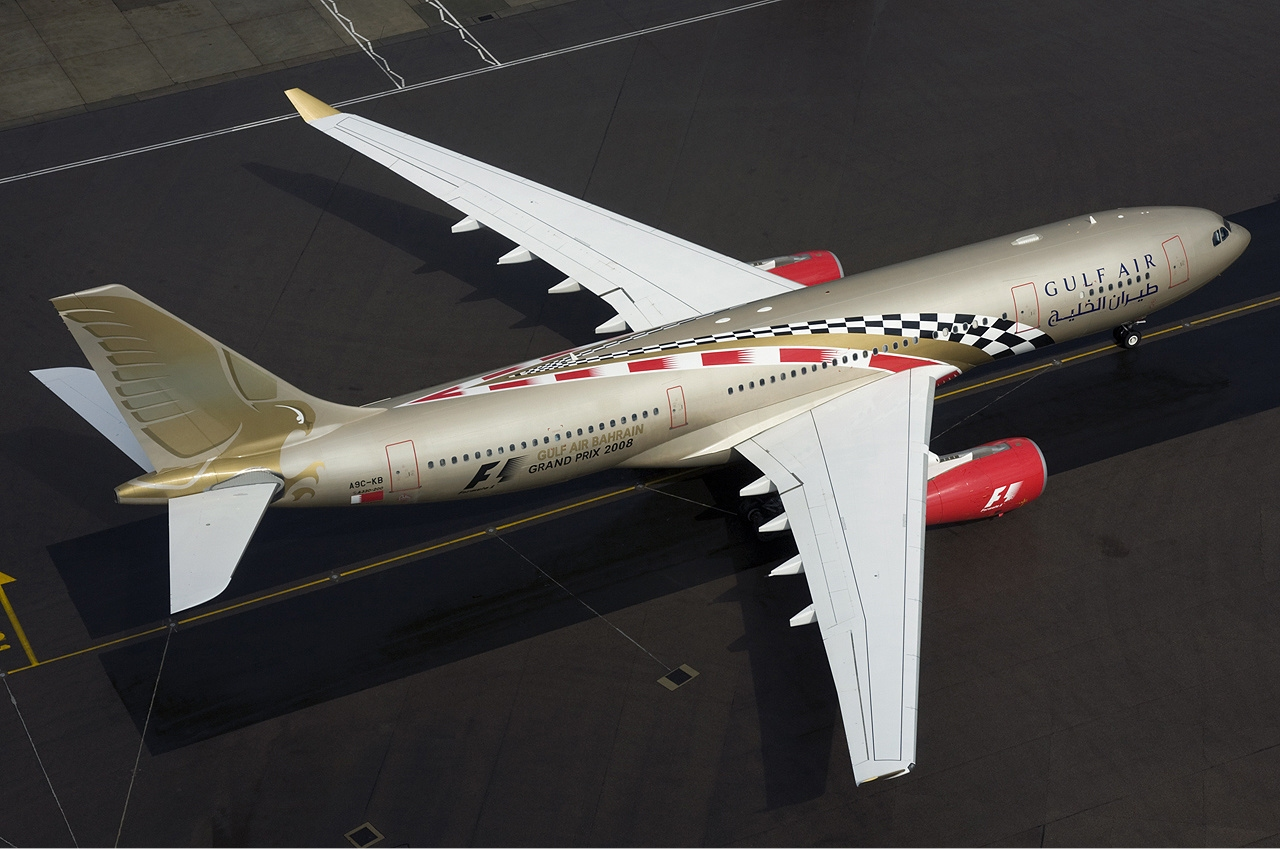
ガルフ・エアのA330-200を斜め上から見下ろす。

A330-200はA330の長距離型で、1995年に正式開発が決定され、1997年にカナダ3000によって初就航した。A330-200では、A330-300の胴体を短縮することで機体重量を低減するとともに、燃料搭載量を増やして航続力が増強されている。胴体はA330-300のものから主翼前方で6フレーム、後方で4フレーム短縮されている。胴体の短縮により機体の重心位置から垂直尾翼までの距離が短くなることから、これを補うために垂直安定板と方向舵の高さ方向が拡大されている。中央翼に燃料タンクを増設することで燃料搭載量は130,090リットルとなり、A330-300と比べて40パーセント増加している。エンジンは、GE社のCF6-80シリーズ、R-R社のトレント700シリーズ、P&W社のPW4000シリーズから選択できる。標準座席数は3クラスの場合で253席で、この場合の航続距離は7,250海里（約13,400キロメートル）である。座席構成を2クラスとした場合には、標準で293席となる。最大離陸重量は仕様により異なり192トンから242トンである。

### A330-300

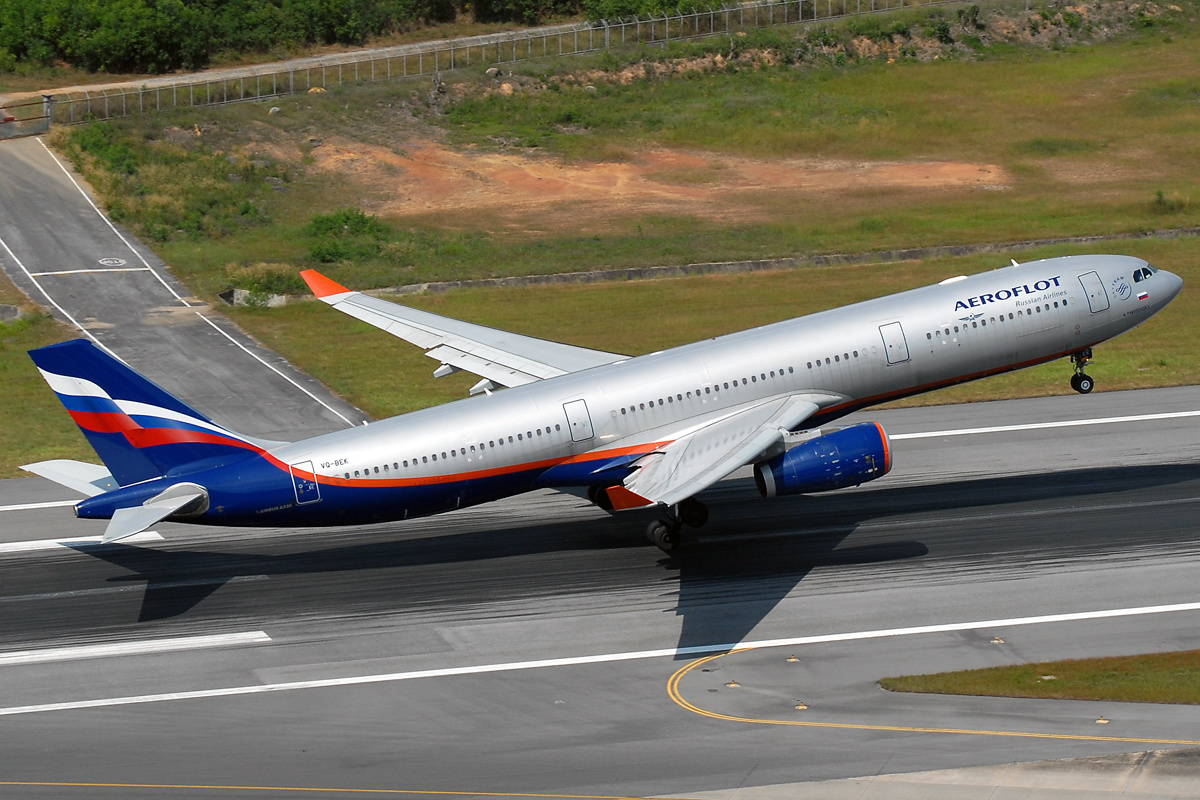
アエロフロート・ロシア航空のA330-300が離陸するところ。

A330-300はA330シリーズで最初に開発されたモデルで、1987年に正式に開発が決定され、1994年にエールアンテールによって初就航した。中・短距離路線向けに、収容力を大きくしたモデルとして開発された。A330-300と姉妹機のA340-300でコンポーネントが最大限共通化され、開発コストや生産コストの抑制が図られている。両機の間ではコックピット、胴体、主翼、尾翼を含む尾部、システム、降着装置が共通で、違いはエンジンの数に関するものだけである。エンジンはA330-200と同じく、GE社のCF6-80シリーズ、R-R社のトレント700シリーズ、P&W社のPW4000シリーズから選択できる。標準座席数は、3クラス構成で295席、2クラス構成で335席、モノクラス配置では398席である。さらに、モノクラスで3-3-3の9アブレストにした場合は440席まで設置可能である。最大離陸重量はA330-300でも複数の仕様があり、184トンから242トンである。最大離陸重量が242トンのタイプは、
A350 XWBで開発された技術を取り入れて主翼の一部が改良されたほか、A330-300で初となる中央翼燃料タンクがオプション採用された。
A330-300には近距離路線に特化した軽量型があり「A330-300リージョナル」と呼ばれる。中国やインド、中東といった航空需要が伸びている地域の国内線や地域路線向けに開発された。通常のA330-300の航続距離は1万キロメートル超あるが、A330-300リージョナルではこれを約5,000キロメートルに抑えている。また最大離陸重量は200トンに留めている。これにより運航コストは26パーセント削減できるとしている。

### A330-200F

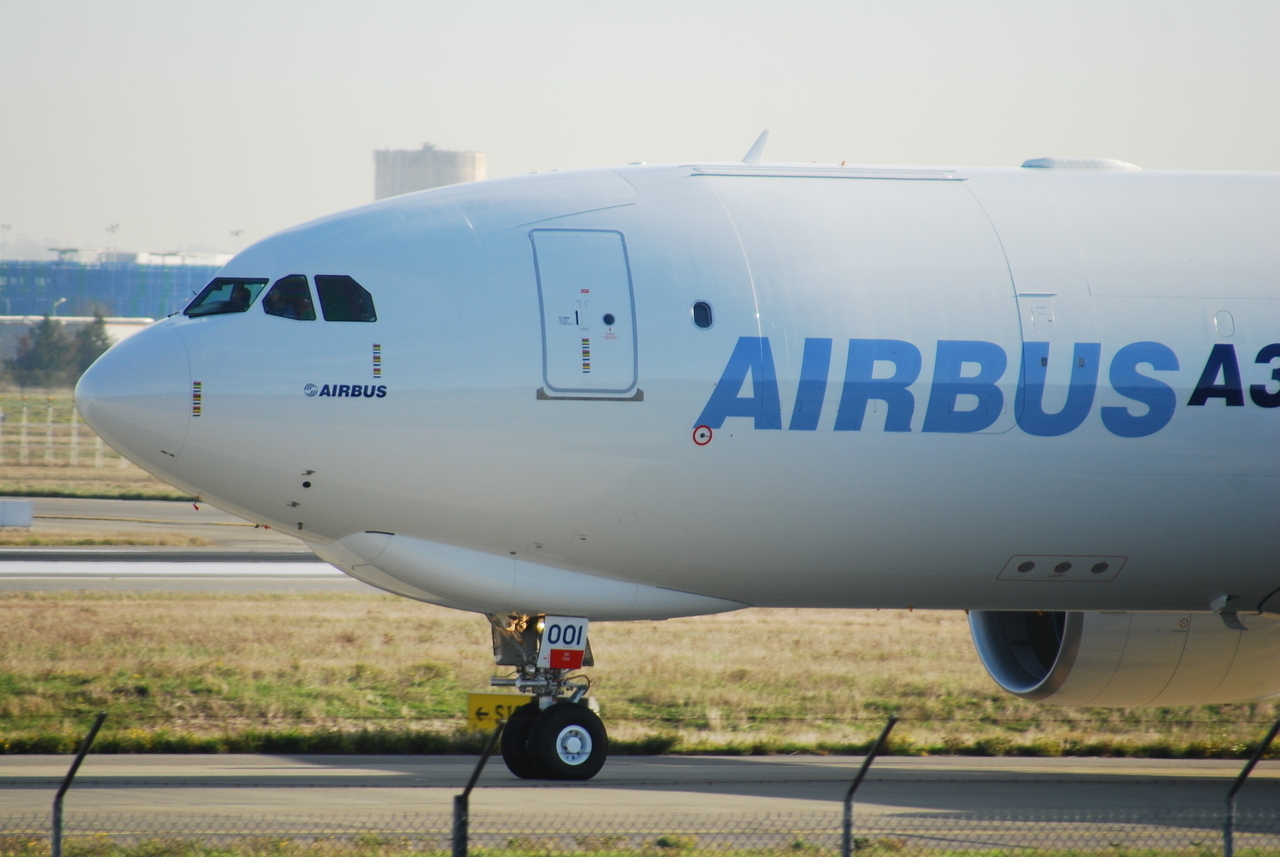
A330-200Fの機首部。左舷胴体に大型の貨物扉が設けられている（AIRBUSのロゴの"A"から"U"にかけて）ほか、前脚の付け根部分が張り出している。

A330-200をベースに開発・新規生産された純貨物型であり（旅客型からの改造機については次節参照）、A300-600Fの後継機と見なされている。メインデッキに貨物を搭載できるよう床を強化し、胴体前方の左側面に幅3.69メートルの貨物用ドアが設けられている。メインデッキの床面には貨物やパレットを移動させるためのローラーが備わっている。ただし、エアバスではシステムの簡素化や機体価格を抑えるため、動力式の荷物移動システムを機内に装備しておらず、貨物の移動は人力で行う必要がある。貨物室と操縦室の間には荷主席が用意されているほか、操縦席・荷主席・貨物室間を行き来できるよう通路が設けられている。ただし、客室窓などの旅客用設備は取り除かれている。エンジンはトレント700シリーズとPW4000シリーズが設定されている。
メインデッキには、2.43×3.17メートル（96×125インチ）パレットであれば22枚まで収容でき、この場合のメインデッキの総貨物容積は336立方メートルとなる。パレット貨物の最大高は2.24メートル（96インチ）である。床下貨物室についても、旅客型と同様に貨物を搭載可能である。A330-200Fは、標準仕様で64トンの貨物を搭載して航続距離は4,000海里（約7,400キロメートル）である。69トン搭載できる仕様では3,200海里（約5,900キロメートル）の航続距離となる。
前述（形状・構造）のとおりA330の旅客型は主脚より前脚が短いため、地上ではやや機首が下がった姿勢となっている。これは旅客型では大きな問題とならないが、貨物型の場合、メインデッキに貨物を搭載する上でメインデッキの床が水平な方が望ましい。新たに降着装置を設計するのはコストや時間がかかることから、エアバスでは、A330-200Fの前脚の取り付け位置を下げることで地上姿勢を調整している。このことにより、前脚の格納時に車輪や脚柱がはみ出してしまうため、それを収めるため機首部下面に張り出しが設けられている。
A330-200Fの初号機はR-R製エンジンを装備する機体で、2009年に初飛行し、2010年欧州航空安全機関（EASA）の型式証明を取得、同年8月9日にエティハド・クリスタル・カーゴ社に最初の引き渡しが行われた。

### A330P2F
A330の旅客型を改修した貨物型であり、名称のP2Fは "Passenger-to-freighter"（旅客機から貨物機へ）という意味である。改修対象はA330-200とA330-300の両型式であり、それぞれA330-200P2F、A330-300P2Fと呼ばれる。A330-300P2Fは、最大ペイロード（貨物搭載量）が61トンで、その条件での最大航続距離は3650海里（約6,760キロメートル）である。A330-200P2Fは、最大ペイロードが65トン、最大航続距離は4000海里（約7400キロメートル）である。A330-300P2Fとなった最初の機体は2017年12月にローンチカスタマーであるDHLエクスプレスへ納入された。A330-200P2Fの最初の機体は、2018年8月にローンチカスタマーのエジプト航空に納入された。
A330P2Fは、エアバスとシンガポールのSTエアロスペース社、そして両社の合弁企業であるEFW社の共同事業として行われている。STエアロスペース社が貨物型への改修技術および許認可当局からの認証取得といった技術面を担当し、EFW社がマーケティングを担当している。また、改修作業はEFW社の施設で行われる。

### A330 MRTT

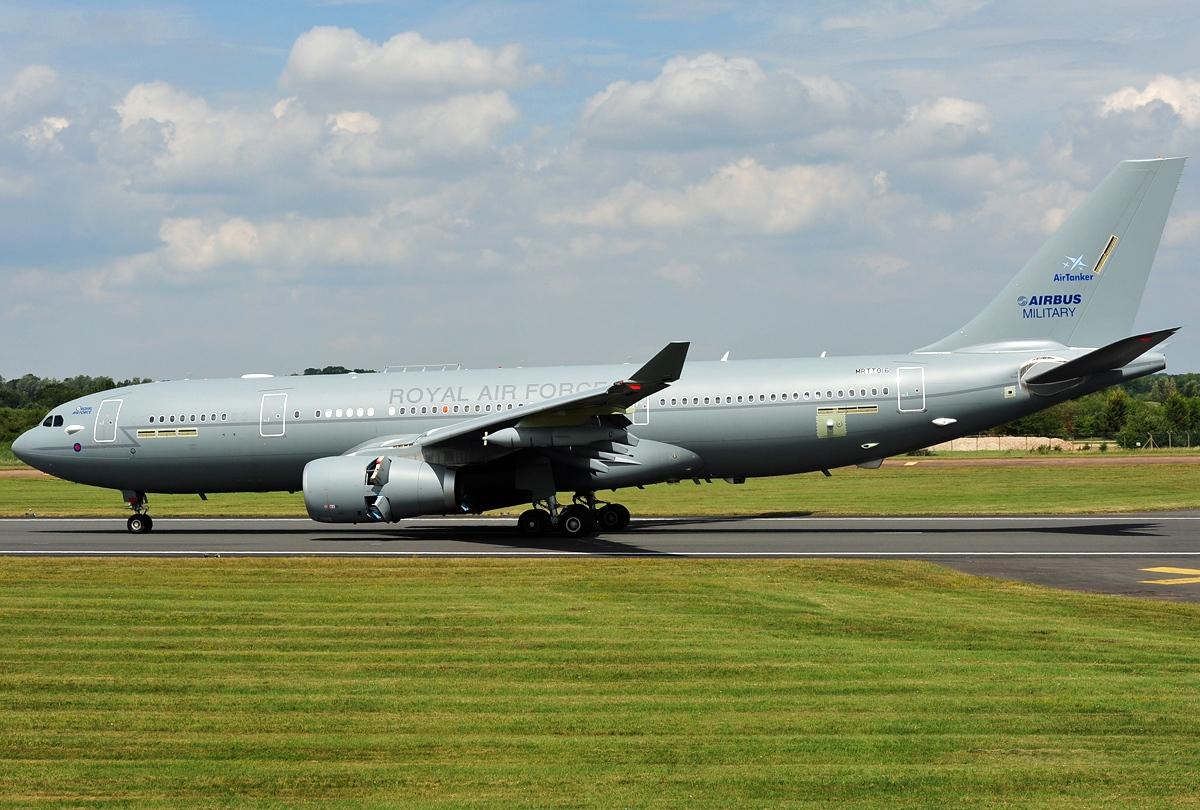
イギリス空軍のA330 MRTT。エンジンの逆推力装置を展開している。

A330 MRTT (Multi-Role Tanker Transport ) は、A330-200をベースに製造された多目的空中給油・輸送機である。A330 MRTTが装備する空中給油システムとして3種類が提案されており、左右の主翼下と胴体尾部にプローブ・アンド・ドローグ方式の給油システムを装備できるほか、胴体にAirbus Military Aerial Refuelling Boom System (ARBS) と名付けられたフライングブーム方式の給油システムを装備可能である。さらにフライングブーム方式の受油リセプタクルを装備すれば、自身も空中給油を受けられるようになる。A330 MRTTは空中給油のほか、人員輸送、貨物輸送、医療救助を実施可能な装備を備える。A330 MRTTは、主翼内に111トンの燃料を搭載可能であることから胴体内に燃料タンクを増設する必要がなく、人員や貨物の収容力はベースとなったA330-200とほぼ同等である。

## 運用の状況・特徴

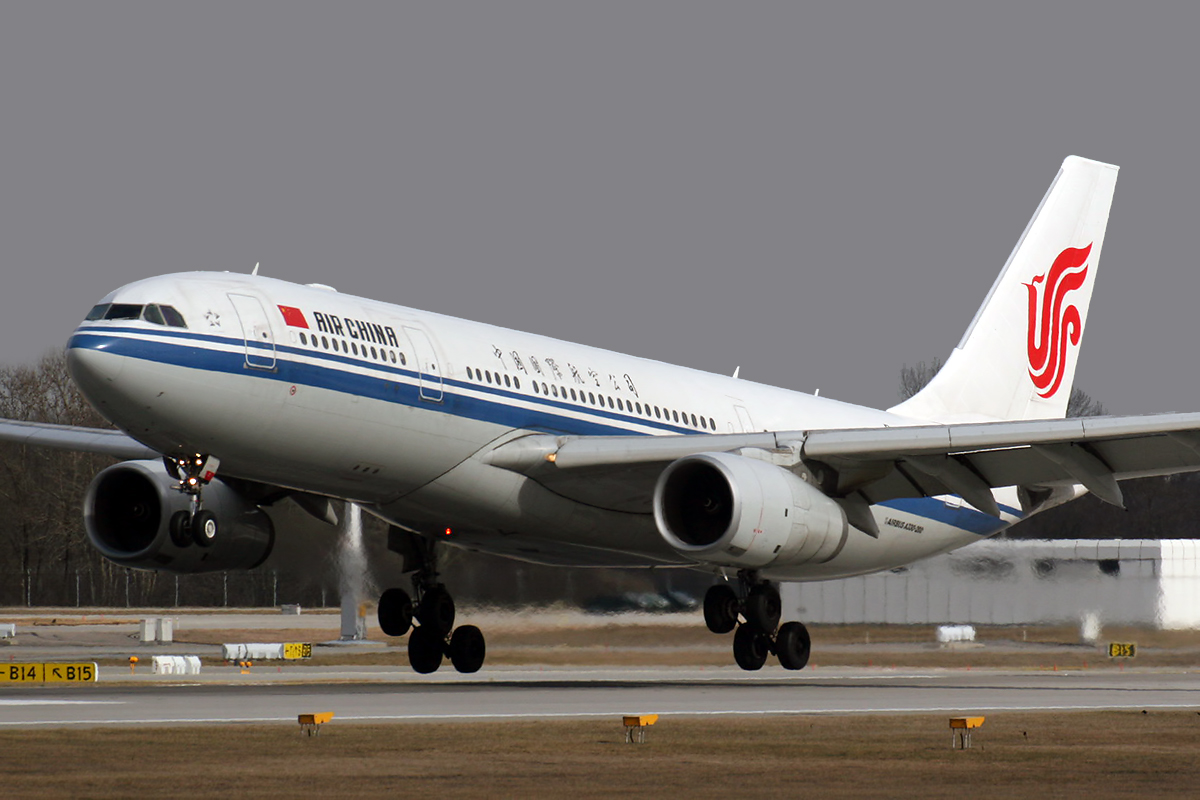
離陸中の中国国際航空のA330-200。

就航開始以来A330の運用数は増え続けており、2018年7月時点の統計によると、民間航空会社120社で1,265機のA330が運用されている。型式ごとの内訳は、A330-200が536機、A330-300が699機、A330-200Fが30機である。
地域別の運用社数と運用機数は表3のとおりである。全体の半数弱となる604機がアジア・オセアニア地域の航空会社によって運用されており、特に中国の航空会社による運用機数は150機を超える。
| 地域               | 運用社数 | 運用機数 |
| ------------------ | -------- | -------- |
| アジア・オセアニア | 41       | 604      |
| ヨーロッパ         | 41       | 331      |
| 南北アメリカ       | 16       | 166      |
| 中東               | 10       | 122      |
| アフリカ           | 12       | 42       |
| 合計               | 120      | 1265     |

2018年7月の統計で、運用機数が最も多い航空会社はターキッシュ エアラインズであり、旅客型を54機、貨物型を9機の計63機を運用している。主な運用社（括弧内は運用機数）を地域別にあげると、アジアでは中国国際航空 (59)、中国東方航空 (48)、中国南方航空 (48)、キャセイパシフィック航空 (34)、大韓航空 (29)、中東ではサウディア (38)、カタール航空 (29)、北米ではデルタ航空 (42)、ハワイアン航空 (27)、アメリカン航空 (24)などである。その他の地域では、欧州のアエロフロート・ロシア航空 (22)、オセアニアのカンタス航空 (28)、アフリカの南アフリカ航空 (11)、南米のアルゼンチン航空 (10) などが主な運航社である。

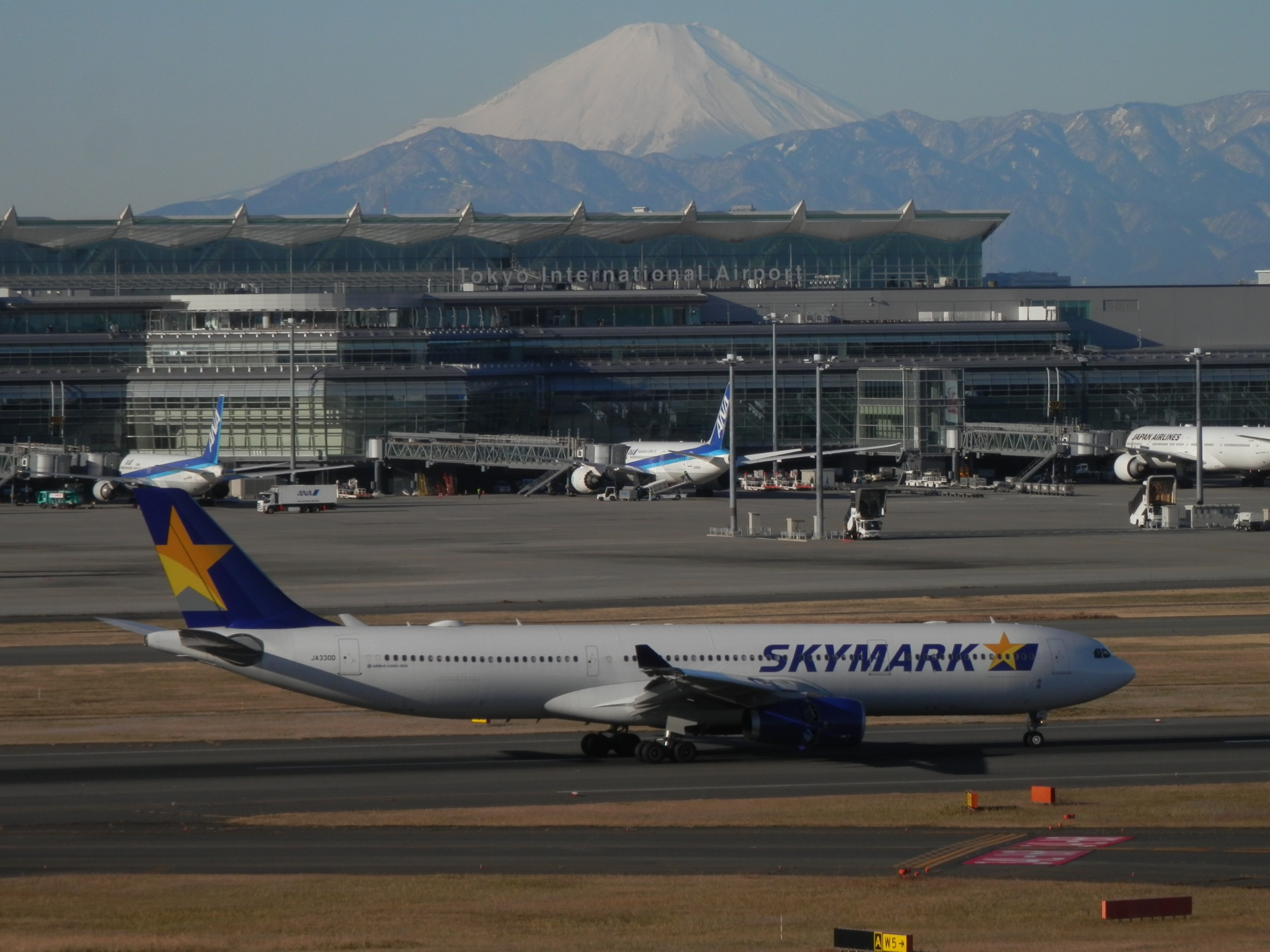
スカイマークのA330。同社は日本で最初にA330を導入したが、経営破綻により7カ月半で運航を停止した。

日本の航空会社では、2014年にスカイマークがA330-300を導入したが、就航開始から7カ月半後に運航を停止した。スカイマークは2014年2月28日に最初の2機を受領し、同年6月14日から東京/羽田 - 福岡線に就航した。2015年1月28日、スカイマークは東京地裁に民事再生法の適用を申請して経営破綻し、ボーイング737-800に運航機材を統一して運航コストの削減を図るため、計6機を受領していたA330の運航を1月31日で取りやめた。
軍用型については2018年の時点で、A330 MRTTが26機運用されている。内訳は、英国が9機、オーストラリアとサウジアラビアが各6機、アラブ首長国連邦が3機、フランスとシンガポールが各1機である。

### 受注・納入数
2018年の統計によると、合わせて132の顧客から1,707機を受注し、1,390機が引き渡し済みである。
| 受注 | 1707 | 25   | 106  | 156  | 170  | 56   | 68   | 95   | 88   |      |  |  |  |
| 納入 | 1390 | 67   | 66   | 103  | 108  | 108  | 101  | 87   | 87   |      |  |  |  |
|      |      |      |      |      |      |      |      |      |      |      |  |  |  |
| 年   | 2009 | 2008 | 2007 | 2006 | 2005 | 2004 | 2003 | 2002 | 2001 | 2000 |  |  |  |
| 受注 | 48   | 102  | 147  | 94   | 63   | 54   | 46   | 24   | 52   | 93   |  |  |  |
| 納入 | 76   | 72   | 68   | 62   | 56   | 47   | 31   | 42   | 35   | 43   |  |  |  |
|      |      |      |      |      |      |      |      |      |      |      |  |  |  |
| 年   | 1999 | 1998 | 1997 | 1996 | 1995 | 1994 | 1993 | 1992 | 1991 | 1990 |  |  |  |
| 受注 | 22   | 23   | 57   | 44   | 9    | 0    | 1    | 1    | 4    | 19   |  |  |  |
| 納入 | 44   | 23   | 14   | 10   | 30   | 9    | 1    | 0    | 0    | 0    |  |  |  |
|      |      |      |      |      |      |      |      |      |      |      |  |  |  |
| 年   | 1989 | 1988 |      |      |      |      |      |      |      |      |  |  |  |
| 受注 | 37   | 3    |      |      |      |      |      |      |      |      |  |  |  |
| 納入 | 0    | 0    |      |      |      |      |      |      |      |      |  |  |  |

## 主な事故・事件
2019年3月現在、A330が関係した航空事故および事件は38件報告されている。全損事故は7件で、そのうちの3件が死亡事故。合計338人が死亡している。
A330の最初の死亡事故は1994年6月30日にトゥールーズ近郊で発生した。エンジン1基停止時の飛行試験を行っていたエアバス・インダストリー所有のA330-300が離陸直後に墜落、乗っていた7人全員が死亡した（エアバス・インダストリー129便墜落事故）。事故後、エアバスはA330の運航会社に対し、低速でエンジンが停止した場合には自動操縦を解除するよう勧告した。

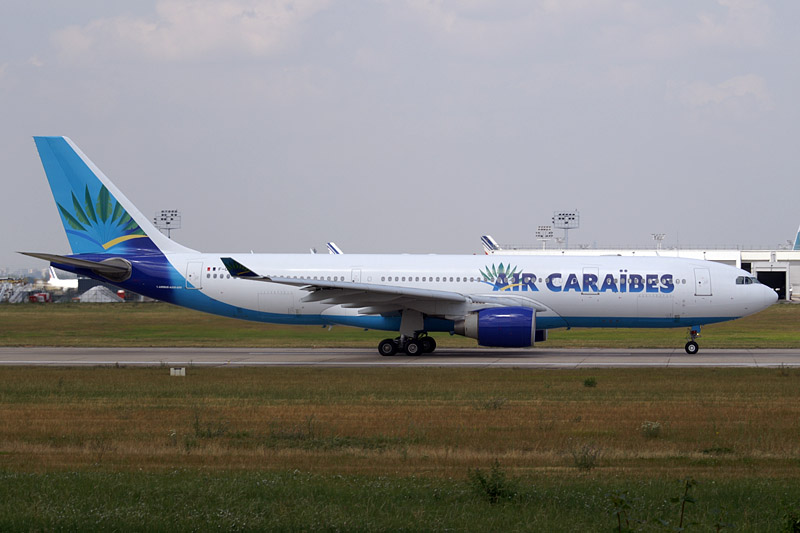
2008年、エア・カライベスによって、A330のピトー管が凍結して機能不全に陥る問題が2件報告されていた。

A330の2番目の死亡事故で、商業運航中における初の死亡事故となったのは、2009年6月1日に発生したエールフランス447便墜落事故である。リオデジャネイロからパリへ向かって飛行中だったエールフランスのA330-200が大西洋上に墜落し、乗客乗員228人全員が死亡。この事故の死者数は、A330による事故の中で最多であり、エールフランス史上でも最悪の事故となった。フランス当局による最終報告書では、事故原因は、ピトー管の凍結により正しい速度表示が得られなくなったことと、その後の操縦士の対処が適切でなかったことにあるとされた。
2010年5月12日には、リビアのトリポリ国際空港で、南アフリカのヨハネスブルク発のアフリキヤ航空のA330-200が着陸直前に墜落した。乗客乗員104名のうち8歳の少年1人を除く103名が死亡した。リビア当局の調査により、事故原因はパイロットの連携不足によるとされた（アフリキヤ航空771便墜落事故を参照）。この事故はA330でエールフランス447便墜落事故に次いで2番目に死者数の多い事故である。
A330では、死者はなかったものの飛行中に機体が機能不全に陥ったインシデントが3件発生している。
2001年8月24日、エア・トランザットのA330-200がカナダのトロントからポルトガルのリスボンへ向けて大西洋上を飛行中に燃料漏れが発生し、その後燃料切れのため全エンジンが停止して滑空状態になったが、アゾレス諸島テルセイラ島のラジェス空軍基地に緊急着陸に成功した（エア・トランザット236便滑空事故）。事故の前に行われたエンジン交換で誤った配管部品が用いられたことで燃料パイプに亀裂が発生し、燃料漏れにつながったとされる。
2008年10月7日には、カンタス航空のA330-300がシンガポールからオーストラリアのパースに向けて飛行していたところ、突如急降下したことで客室内で座席から投げ出された乗客・乗員に重傷者が発生。西オーストラリア州のエクスマウスに近い空軍基地に緊急着陸した（カンタス航空72便急降下事故）。事故後の調査により、事故原因はエア・データ・イナーシャル・リファレンス・ユニット (ADIRU) と呼ばれる装置にバグがあり、それに起因する問題に飛行制御コンピュータが対応できなかったこととされた。
2010年4月13日には、インドネシアのスラバヤから香港へ向かっていたキャセイパシフィック航空のA330-300が、左右のエンジン出力が制御できなくなった。通常の着陸速度よりも時速177キロメートル以上の高速で香港国際空港に緊急着陸(キャセイパシフィック航空780便事故)。幸いにも死者はなかった。
また、2019年8月27日、北京から東京国際空港へ向かう予定だった中国国際航空のA330-300型機（B-5958）が、北京首都国際空港で貨物室が炎上し、全損となった。負傷者はなかった。
A330は2件のハイジャックに巻き込まれている。
2000年5月25日、フィリピンのダバオからマニラに向かっていたフィリピン航空のA330が武装した男に乗っ取られた。男は機内で金品を奪った後、高度約1,800メートルから手製のパラシュートをつけて飛び降りたが、目撃証言によるとパラシュートが開かなかったとされ、犯人は翌日遺体で発見された（フィリピン航空812便ハイジャック事件）。
2000年10月13日、ベルギーのブリュッセルからコートジボワールのアビジャンに向かっていたサベナ・ベルギー航空機が男にハイジャックされ、スペインのマラガに着陸した後、スペイン警察によって犯人が制圧された。
2009年12月25日には、ノースウエスト航空便としてオランダのアムステルダムから米国のデトロイトに向け飛行していたデルタ航空のA330-300で爆破未遂事件が起きた。ナイジェリア人の男が下着に隠していた爆発物を着陸直前に爆破させようとしたが、乗客や乗員に取り押さえられ未遂に終わった（デルタ航空機爆破テロ未遂事件）。
そのほか、2000年3月15日には、北京発クアラルンプール行きのマレーシア航空のA330-300に虚偽の申告によって腐食性薬品である塩化オキサリルが積み込まれ、クアラルンプール国際空港への到着後に薬品の漏出が発覚した。薬品により機体胴体が深刻な損傷を受け、全損となった。
また、武装勢力の襲撃や戦闘に巻き込まれ、駐機中のA330が破壊される事件も起きている。2001年7月24日、スリランカのバンダラナイケ国際空港が武装勢力タミル・イーラム解放のトラによる襲撃を受け、駐機中だったスリランカ航空の2機のA330-200と1機のA340-300が破壊された。また同じく駐機中だった1機のA340-300と2機のA320も損害を受けた（バンダラナイケ国際空港襲撃事件）。2014年7月には、リビアのトリポリ国際空港周辺で発生した武装勢力同士の戦闘により、同空港に駐機中の航空機が破壊され、この中にはリビア航空のA330が複数含まれると報告されている。

## 主要諸元
| | A330-200                               | A330-200F                  | A330-300                               |
| --- | -------------------------------------- | -------------------------- | -------------------------------------- |
| 運航乗務員数 | 2名                                    | 2名                        | 2名                                    |
| 標準座席数 （3クラス） | 253席                                  | N/A                        | 295席                                  |
| 標準座席数 （2クラス） | 293席                                  | N/A                        | 335席                                  |
| 最大座席数 | 375席†1（406席†2）                     | N/A                        | 375席†1（440席†2）                     |
| 貨物室容積†3 | 132.4 m3                               | 469.2 m3                   | 158.4 m3                               |
| 全長 | 58.82 m                                | 58.82 m                    | 63.69 m                                |
| 全幅 | 60.30 m                                | 60.30 m                    | 60.30 m                                |
| 全高 | 17.39 m                                | 16.88 m                    | 16.83 m                                |
| 主翼面積 | 361.6 m2                               | 361.6 m2                   | 361.6 m2                               |
| 胴体直径 | 5.64 m                                 | 5.64 m                     | 5.64 m                                 |
| キャビン幅 | 5.28 m                                 | 5.28 m                     | 5.28 m                                 |
| キャビン長 | 45.0 m                                 | 50.35 m                    | 40.8 m                                 |
| 最大無燃料重量 (MZFW) | 168,000 - 170,000 kg                   | 173,000 - 178,000 kg       | 164,000 - 175,000                      |
| 最大離陸重量 (MTOW) | 192,000 - 242,000 kg                   | 227,000 - 233,000 kg       | 184,000 - 242,000 kg                   |
| 最大着陸重量 | 180,000 - 182,000 kg                   | 182,000 - 187,000 kg       | 174,000 - 187,000 kg                   |
| 離陸滑走距離†4 | 2,220 m                                | N/A                        | 2,500 m                                |
| 巡航速度 | マッハ0.82                             | マッハ0.82                 | マッハ0.82                             |
| 最大運用速度 | マッハ0.86                             | マッハ0.86                 | マッハ0.86                             |
| 航続距離†5 | 13,400 km                              | 7,400 km                   | 11,300 km                              |
| エンジン (×2) | GE CF6-80E1 P&W PW4000 R-R トレント700 | P&W PW4000 R-R トレント700 | GE CF6-80E1 P&W PW4000 R-R トレント700 |
| 推力 (×2) | 303 - 316 kN                           | 302 - 320 kN               | 303 - 320 kN                           |
| - 出典：特に記載のないものは、(青木 2014, pp. 108, 261)による。 - †1 タイプＡ非常口を3箇所、タイプ1非常口を1箇所配置する場合。 - †2 タイプＡ非常口を4箇所装備する場合。 - †3 前方、後方貨物室にLD-3貨物コンテナを搭載し、ばら積み貨物室へのコンテナ追加オプションを採用しない場合の有効容積。A330-200Fは、メインデッキに96インチ×125インチの貨物パレットを搭載した場合の有効容積を加えた値。 - †4 標準海面高度、国際標準大気における値。 - †5 A330-200Fは最大値、A330-200/-300はエアバスによる典型的な搭乗数での値。 |                                        |                            |                                        |